# Personaggi di Destiny
L'universo di Destiny è caratterizzato dalla presenza di molti personaggi.

## La Torre
Spettro
Lo Spettro è un piccolo drone creato dal Viaggiatore, la misteriosa sfera divina giunta sulla Terra. Lo Spettro, dotato di coscienza propria, vive solamente per servire il suo Guardiano. Il suo compito principale è rianimarlo quando egli muore infondendo il suo cadavere con la Luce, ma può anche rigenerargli qualsiasi ferita, qualunque sia la sua gravità. Rappresenta praticamente il cuore del guardiano, rendendolo virtualmente immortale. Solo distruggendo lo Spettro il guardiano può morire, ma è comunque molto difficile da distruggere dato che rimane al sicuro smaterializzandosi. L’unico momento in cui è vulnerabile è quando deve riportare in vita il suo guardiano, ma è comunque estremamente resistente ai colpi e alle cadute. Gli spettri, oltre a parlarci e a guidarci attraverso le imprese, svolgeranno anche il ruolo di informatori, analizzatori, decodificatori, meccanici e piloti per l’astronave. Sono anche i responsabili della materializzazione dell’astore (una specie di moto futuristica) e delle armi che cambiamo giocando. Mentre rimane smaterializzato, solo il suo guardiano può sentire la sua voce.
Il Guardiano/ Zanna di Lupo
La Zanna di Lupo è un guardiano e Signore del Ferro di nuova generazione, nonché protagonista della storia. A giudicare dal luogo della sua prima morte, il recinto esterno del Cosmodromo, si presume che nella precedente vita sia morto nel tentativo di raggiungere le navi coloniali per abbandonare il pianeta durante il Crollo, circostanza suggerita dalla moltitudine di automobili ormai arrugginite che si stavano dirigendo proprio nella struttura, prima che le Piramidi spazzassero via ogni cosa. Fin dalla sua prima rianimazione nel Cosmodromo dimostra di avere una forza e un’abilità di tutt’altro livello e costruirà la sua leggenda compiendo grandi imprese, spesso insieme ad altri Guardiani, che lo porteranno ad essere ricordato con diversi nomi (Il Prescelto, Eroe della Guerra Rossa, Fine di Crota, ecc). Canonicamente è il guardiano più forte mai esistito, nonostante abbia pochissimi anni di “età”, tanto che il Testimone stesso, nemico assoluto del franchise, lo rispetta molto. Sembra apparentemente inarrestabile, anche se in alcune occasioni ha avuto bisogno dell'aiuto decisivo di altri personaggi (come Eris, che lo teletrasportò lontano dalle Cantamorti) per sopravvivere. Nonostante le sue capacità non è interessato ad alcun ruolo di comando e preferisce eseguire gli ordini dell’Avanguardia. Il suo vero nome è sconosciuto, ma Zavala si rivolge a lui chiamandolo Agente, poiché di fatto è un pupillo e agente dell'Avanguardia. Non parla quasi mai, o comunque non se non è necessario, al contrario del suo Spettro che è invece molto loquace e si materializza spesso per dialogare con gli altri personaggi. 
L'Oratore
L'Oratore è il sommo sacerdote della Torre, e a capo del Consenso, l'organo politico dell'Ultima Città. Il compito dell'Oratore è di guidare i nuovi guardiani verso il loro cammino di Luce, e di riscoprire gli antichi segreti che si celano dietro il Viaggiatore. In passato lui e lo stregone Osiride erano diventati amici, ma quest’ultimo usò le risorse dell’Avanguardia per comprendere i segreti sulla rianimazione degli spettri, il motivo della venuta del Viaggiatore e la natura dei vex, formando addirittura un culto, costringendo l’Oratore ad esiliarlo dalla Città. Durante l’invasione della Città da parte Legione Rossa verrà catturato e portato sull'Immortale, la nave ammiraglia di Dominus Ghaul, il loro comandante supremo. Mentre la Legione Rossa completava la gabbia del Viaggiatore per estrarne la Luce, Ghaul interrogò l'Oratore sulla natura del Viaggiatore e su come dimostrarsi degno di lui per poter ricevere la Luce come i guardiani. Alla fine l'Oratore rivelò che, sebbene abbia detto di parlare per il Viaggiatore, egli non gli abbia mai parlato. Dopo che l'Onnipotente fu disattivata, il Console si infuriò con Ghaul e rilasciò l'Oratore contro il volere di Dominus schiacciando la sua maschera, frustrato dal fatto che Ghaul aveva ascoltato i consigli dell'Oratore per conto suo. Il destino dell'Oratore dopo essere stato liberato dalle restrizioni non è chiaro, ma si potrebbe presumere che abbia ceduto alle sue ferite. Dopo la sconfitta di Ghaul, lo Spettro fa notare che egli non è stato il primo a detenere il titolo e potrebbe non essere l'ultimo.
Comandante Zavala
Zavala è un insonne, e fu tra i primi guardiani che aiutarono l’Oratore a costruire l’Ultima Città, difendendola durante la battaglia della Breccia del Crepuscolo insieme al suo compagno Lord Shaxx e al loro maestro Lord Saladin. In seguito divenne il mentore dei titani, e provvisoriamente a capo del Consenso, con il compito di proteggere la Città e ideare strategie contro i suoi nemici. È un ottimo stratega e ha una personalità apparentemente granitica, ma in realtà è un individuo piuttosto socievole e si scopre che il suo è solamente un guscio emotivo, sviluppato dopo la morte del figlio Hakim (ucciso dai caduti) e della moglie Safiyah (che essendo una normale umana morì di morte naturale) prima della costruzione della Città. Nell’espansione La Forma Ultima il suo Spettro, Brocchiero, viene purtroppo ucciso dal Testimone e Zavala si farà insegnare la Stasi da Ikora. 
Cayde-6
Cayde-6 è un exo ed è il mentore dei cacciatori, nonché migliore amico di Zanna di Lupo. Ha un carattere molto carismatico, infatti si troverà in molte occasioni a non prendere le situazioni gravi con la serietà di un vero mentore. Non gli piace molto la sua posizione nell’Avanguardia in quanto lo tiene rinchiuso nella Torre senza poter tornare all’avventura come un tempo, ma ha dovuto compiere questa scelta quando il suo amico Andal Brask fu ucciso dal caduto Taniks. Morirà nell’espansione I Rinnegati, ucciso dal principe insonne Uldren dopo essere stato sfiancato dagli 8 baroni infami, fatto che Zanna di Lupo vendicherà crudelmente. Nell’espansione La Forma Ultima viene riportato in vita dal Corvo, reincarnazione di Uldren come guardiano, tramite un desiderio espresso al drago dei desideri Riven. Nonostante questa sua resurrezione, non possiede più né Spettro né Luce, bensì è un puro costrutto di essa. Caratterialmente dimostra di essere maturato molto e si sacrificherà per infondere la sua Luce nello Spettro di Zanna di Lupo, deceduto nella battaglia finale contro il Testimone. Questo evento, sebbene non sia replicabile, è la prova del fatto che anche uno Spettro possa essere rianimato dopo la morte.
Ikora Rey
Mentore umana degli stregoni e un tempo apprendista dello stregone Osiride, Ikora è una abilissima scienziata e combattente e il suo compito è studiare le minacce dell’Oscurità in modo da reagire prontamente; a tal proposito ha fondato l’ordine degli Occulti, che sono a tutti gli effetti i suoi agenti segreti che le permettono di essere al corrente di praticamente tutto ciò che accade in Città e non solo. Da “giovane” aveva un carattere molto irascibile (uccideva persone e guardiani per motivi futili) ed è stata campionessa incontrastata del Crogiolo per molti anni, prima che Osiride la accogliesse sotto la sua ala protettiva dando inizio alla sua maturazione. Alcuni suoi dialoghi in Torre fanno intuire che una parte di lei sia sospettosa e comprensibilmente timorosa nei confronti di Zanna di Lupo.
Lord Shaxx
Lord Shaxx è uno dei leggendari guerrieri che parteciparono alla battaglia della Breccia del Crepuscolo. Decise di fondare il Crogiolo con lo scopo di addestrare i guardiani e renderli sempre preparati alla battaglia. Durante l’assalto della Legione Rossa aiuta ad evacuare i civili, e in seguito alla sconfitta in preda alla furia e alla vendetta cattura alcune navi cabal convertendole in nuove arene per il Crogiolo. Parteciperà alla riconquista della Città insieme al suo amico Arcite 99-40. Dopo la ripresa della Città tornerà alla nuova Torre.
Lakshmi-2
Questa exo era la portavoce della fazione del Culto Guerra Futura alla Torre. Come portavoce di tale fazione, crede fermamente che non ci sarà mai fine alla guerra, e che la guerra stessa deve diventare una vera e propria fede. Dopo la ripresa della Città tornerà alla nuova Torre. Quando il Casato della Luce viene accolto nell'Ultima Città per contrastare la Notte Infinita causata dai vex, Lakshmi diventa ostile nei confronti dei nuovi arrivati, continuando con il tempo a diventare sempre più paranoica finché, dopo la fine della notte infinita, usa un oggetto vex per aprire un portale mandando tutti gli Eliksni nello spazio, ma invece un'orda di vex esce dal portale invadendo il distretto di Botza. Questo causa la sua morte, ma nonostante ciò, guardiani riescono a fermare gli invasori e a chiudere il portale. Il Culto Guerra Futura viene sciolto, e le altri fazioni scappano dalla Terra a bordo di una nave dell'Orbita Morta.
Arach Jalaal
Insonne portavoce della fazione Orbita Morta alla Torre. Gli Arach e i membri di tale fazione credono che la comparsa del Viaggiatore sia un presagio di morte, e che tutti gli essere rimasti in vita sulla Terra dovrebbero fuggire su un altro posto dell'universo il più presto possibile. Durante la Guerra dei Corrotti invia il guardiano a bordo della Dantalion Exodus VI per indagare sul segnale lanciato dalla nave cabal, scoprendo che era una richiesta di soccorso che ha raggiunto l'impero Cabal, pertanto ha messo tutte le risorse dell'Orbita Morta nello spazio profondo per prepararsi alle conseguenze. Dopo la ripresa della Città tornerà alla nuova Torre. Dopo gli eventi della Notte Infinita, scapperà dalla Terra insieme alle altre fazioni.
Esecutore Hideo
Umano portavoce della fazione Nuova Monarchia alla Torre. I membri di questa fazione credono in un futuro unito senza guerra, e sperano in una futura unificazione di tutte le fazioni per riportare così la tanto amata Età dell'Oro. Dopo la ripresa della Città tornerà alla nuova Torre. Dopo gli eventi della Notte Infinita, scapperà dalla Terra insieme alle altre fazioni.
Kadi 55-30
Kadi è l'amministratrice della Torre. Ha il compito di consegnare messaggi e gli oggetti smarriti dai guardiani durante le loro attività. Dopo la ripresa della Città tornerà alla nuova Torre.
Maestro Rahool
Rahool è il criptarca della Torre. I criptarchi hanno il compito di decodificare gli engrammi trovati dai guardiani in cambio di qualche lumen. Dalla decodificazione di engrammi è possibile ottenere alcuni pezzi di equipaggiamento. I criptarchi, grazie a tale decodificazione, riescono a ricostruire parti della storia dell'umanità prima del Crollo. Durante la Guerra Rossa Rahool riuscì a sopravvivere all'attacco e alla distruzione della Torre, per poi ritornarvi dopo che la guerra contro i cabal ebbe fine. Dopo che il Ragno se ne andrà dalla Riva Contorta, incomincerà a vendere oggetti di potenziamento ai Guardiani e, dopo la morte di Amanda Hollyday negli eventi della Stagione della Resistenza, venderà navi e astori base.
Tess Everis
Tess era l'addetta agli ordini speciali. Aveva il compito di consegnare ai guardiani tutti gli ordini di oggetti particolari che vengono richiesti. Dopo la sua lunga assenza dalla Torre è tornata aprendo la sua attività commerciale chiamata Everversum (Everversum Traiding Company), dove è possibile acquistare oggetti di moda ed estetica. Dopo che la Legione Rossa ebbe conquistato l'Ultima Città Tess si raggruppò insieme ad altri sopravvissuti nel Rifugio dove continuò a fornire beni rari ai guardiani. Dopo la liberazione della Città tornò alla nuova Torre.
Eva Levante
Eva ha da sempre servito amorevolmente i guardiani che avevano bisogno di lei. Si occupa di creare emblemi e simpatici oggetti di moda da vendere poi ai guardiani che potranno sfoggiare liberamente, ed è inoltre la principale organizzatrice delle varie festività della Torre. Data per dispersa dopo l'attacco della Legione Rossa si rivela essere sopravvissuta, collaborando con gli altri membri della Città per riformare il mercato cittadino e gestire gli eventi stagionali alla Torre quali I Giochi dei Guardiani, il Solstizio degli Eroi, la Festa delle Anime Perdute e l'Aurora.
Amanda Holliday
Amanda era il nostromo della Torre. Aveva il compito di riparare o di munire tutti i guardiani di una propria nave e un proprio astore. Ai tempi della costruzione della Città, Amanda, insieme alla sua famiglia, era una pellegrina che sopravviveva recuperando rottami. Il suo amore per il volo e la capacità di lavorare con la tecnologia dell'età d'oro le ha permesso di diventare nostromo. Nella guerra contro Oryx ci aiuterà installando il congegno mimetico di Cayde sull'astronave di Eris Morn per entrare nell'Astrocorazzata. Durante la guerra contro la Legione Rossa aiuterà il Guardiano ad infiltrarsi sulla nave ammiraglia di Ghaul ed in seguito darà supporto durante le missioni su Titano e sulla Terra. Dopo la ripresa della Città Amanda ritornò nell'Hangar della nuova Torre dove riprese i suoi compiti. Dopo essere stata rapita dalla Legione Ombra, si unirà alle forze dei Guardiani per combattere gli invasori. Durante una missione di salvataggio alla base cabal sulla Terra, finirà per morire dall'esplosione della base. Alla Torre dove prima si poteva trovare, è eretto un altare per ricordarla e alla Zanna di Lupo viene data la sua ipernave preferita.
Banshee-44
Banshee è l'exo armaiolo della Torre. Munisce tutti i guardiani novizi di armi base per i combattimenti, oltre a fornire prototipi di armi avanzate, possibilità di ordinare armi specifiche e anche sintesi per ripristinare tutte le munizioni per la nostra arma durante la battaglia. A seguito della scoperta della Cripta di Pietrafonda su Europa ed al risveglio dell'IA di Clovis Bray I, Banshee iniziò ad accusare visioni riguardo a battaglie contro i Vex ed una spada da loro molto temuta. Si scoprì che Banshee è in realtà una delle copie AI di Clovis Bray I stesso, costruito durante la tarda Età dell'Oro per respingere gli assalti dei Vex su Europa usando la spada esotica Lamento. Essendo stato danneggiato, riparato e riavviato molte volte, la personalità ed i ricordi dell'egocentrico scienziato sfocarono, facendo nascere una persona diversa, conscia delle atrocità commesse dal suo io originale. Decise di discostarsi completamente dal ciò che era, chiedendo perdono ad Elisabeth Bray prima di essere riavviato per la 44ª volta e divenire l'armaiolo dell'Avanguardia.
Xùr, Agente dei Nove
Questo enigmatico personaggio dal volto coperto è un mercante di equipaggiamento rarissimo (armi esotiche, armature esotiche e engrammi esotici). Compare nella Torre e nell'Avamposto Vestiano solamente nel fine settimana (dalle 11 del venerdì fino alle 11 della domenica), e vuole essere pagato soltanto in strane monete. Ripete più volte di essere mandato dai Nove, misteriosi personaggi di cui non abbiamo ancora chiaro l'origine o l'aspetto. Per ordine dei Nove liberò Skolas dalla sua prigionia mettendo in moto gli eventi della ribellione del Casato dei Lupi. In Destiny 2 compare sempre nei fine settimana su un pianeta a caso. Con il pacchetto dei 30 anni, diventa conduttore di una specie di Show in cui i Guardiani si esibiscono per ottenere il favore dello spettatore, il Cavallo Stellare.
Roni 55-30
Roni è il quartiermastro dell'Avanguardia che vende una gran varietà di armi e veicoli con i marchi leggendari. Dopo l'attacco della Legione Rossa è stata data per dispersa.
Arcite 99-40
Arcite è il quartiermastro del Crogiolo nonché compagno di Shaxx, dove vende vari armameni ai guardiani pronti per le sfide del Crogiolo. Dopo l'attacco della Legione Rossa si rifugiò insieme a Shaxx nel Rifugio dove svolse funzioni di armaiolo. Partecipò alla riconquista dell'Ultima Città venendo separato insieme a Shaxx dal gruppo d'assalto da una barriera Cabal. Dopo la ripresa della Città tornerà alla nuova Torre.
Xander 99-40
Xander è il tracciatore di taglie della Torre. Fornisce ai guardiani numerose taglie da completare nel Crogiolo o in pattuglia sui pianeti. Una volta completate le taglie, è possibile ottenere esperienza a varie ricompense. Dopo l'attacco della Legione Rossa è stato dato per disperso.
Eris Morn
Eris è la superstite dell'antica squadra di guardiani che si addentrò nella Bocca dell'Inferno per uccidere Crota. Per i molti anni passati nascosta nell'alveare ha perso il potere della Luce, e adesso aiuta i guardiani della Torre contro le incombenti minacce. Ci guiderà interamente nella battaglia contro Crota e la ritroveremo come parte fondamentale nella Guerra dei Corrotti, dato che ci avvertirà dell'imminente arrivo di Oryx, e ci guiderà attraverso molte missioni.
Lord Saladin Forge
Lord Saladin è una vera e propria leggenda. Ha capitanato la difesa nella battaglia della Breccia del Crepuscolo, e i suoi due pupilli sono stati Zavala e Lord Shaxx. Prima di allora, però, era uno dei primi detentori della Luce, i Signori del Ferro, i quali volevano usare la nanotecnologia nota come SIVA per riportare l’Età dell’Oro, scoprendo però che era instabile, e dopo una furiosa battaglia solo lui e Lady Efrideet si salvarono. Saladin ha fondato lo Stendardo di Ferro con lo scopo di forgiare i guardiani più potenti e abili, e per far portare avanti da quest'ultimi la guerra contro l'Oscurità. Nell'espansione I Signori del Ferro sarà colui che ci guiderà nello scontro con la SIVA e i tecnosimbionti. Tuttavia, durante la Guerra Rossa scoprirà che la SIVA è ancora presente, su Nessus viene menzionata dalla IA Failsafe in quanto soggetto di alcuni esperimenti. Dopo che Rasputin fu risvegliato su Marte e si dichiarò il guardiano dell'umanità e del Sistema Solare, Saladin espresse profonda preoccupazione per la situazione. Disse al Guardiano che se dipendesse da lui, l'Avanguardia avrebbe distrutto la Mente Bellica. Dopo gli eventi della Stagione dei Risorti, diventerà Valus e membro del Consiglio dell'Imperatrice Caiatl dei cabal, organizzando una specie di Stendardo di Ferro per quest'ultimi, schierando le truppe dell'impero a fianco dei Guardiani e addirittura usare degli Scorpius in una nuova forma dello Stendardo. Fu proprio lui a conferire al guardiano protagonista il soprannome Zanna di Lupo. 
Tyra Karn
Tyra è una criptarca insonne presente al Tempio del Ferro e vecchia amica di Lord Saladin. Ai tempi dei Signori del Ferro, Tyra era la custode delle loro storie. In seguito, aiutò a fondare l'ordine dei Criptarchi, ma si ritirò dalle operazioni giornaliere per concentrarsi sui suoi studi. Con il ritorno della minaccia della SIVA è tornata al Tempio del Ferro dove aiuta i guardiani. Dopo l'attacco della Legione Rossa si stabilisce nel Rifugio nella Zona Morta Europea con l'intenzione di studiare da vicino il Frammento del Viaggiatore.
Shiro-4
Un cacciatore exo presente al Tempio del Ferro, Shiro è uno dei ricognitori più fidati dell'Avanguardia. Ci guiderà attraverso alcune missioni dell'espansione e ci venderà oggetti particolari. Dopo l'attacco della Legione Rossa è tornato a lavorare come ricognitore dell'Avanguardia, non avendo però più avuto contatti con la Zanna di Lupo.
Lady Efrideet
Lady Efrideet fu una dei più rilevanti tra i Signori del Ferro, finché di lei non se ne persero le tracce e venne data per morta. Notizia che alla fine venne sfatata dal suo ritorno al Tempio del Ferro, dove ha preso il posto di Saladin come rappresentante dello Stendardo di Ferro per rendere la Luce dei guardiani più forte. Ha rivelato che trovò rifugio in una comunità di guardiani antimilitaristi che ha conosciuto nelle profondità del sistema. Tuttavia, sebbene sia contenta di raccontare le filosofie pacifiste del gruppo, si rifiuta di divulgarne l'esatta posizione. Durante la Guerra Rossa di lei non si hanno più notizie, spingendo Saladin a riprendere il suo posto nello Stendardo di Ferro.
Micha 99-40
Micha è il tracciatore di taglie del Tempio del Ferro, e ha anche il compito di nutrire i lupi del tempio e di spargerne sul suolo il sale. Dopo l'attacco della Legione Rossa è stato dato per disperso.
Gabi 55-30
Gabi è l'amministratrice del Tempio del Ferro, dove oltre a svolgere il suo compito cura la pulizia dei lupi, riempie le riserve dei focolari e coltiva l'orto del tempio. Dopo l'attacco della Legione Rossa è stata data per dispersa.
Suraya Hawthorne
Suraya fu un tempo un abitante dell'Ultima Città, decidendo in seguito di andarsene con altri in quanto per loro le mura rappresentavano la Città come una prigione al contrario della totale libertà delle terre esterne. Decisero di insediarsi in un punto della Zona Morta Europea, vicino a una foresta dove era presente un frammento del Viaggiatore; riuscì a domare un falco che chiamò Louis. A seguito della Guerra Rossa Suraya decise di salvare i superstiti all'attacco della Città. Suraya aiutò l'Avanguardia nei loro sforzi per reclamare l'Ultima Città, diventando strumentale nel far sì che le loro forze attraverso le mura non venissero scoperte e salvando anche il Comandante Zavala. Da quel momento, Suraya si trasferì nella nuova Torre, imparando a conoscere l'Ultima Città e la sua storia mentre supervisiona le missioni nella Zona Morta Europea e gestisce i clan.
Vicecomandante Sloane
La vicecomandante Sloane è una titanide che un tempo contribuì a costruire il muro dell'Ultima Città. Poco dopo la sconfitta dei Diavoli tecnosimbionti riferì al comandante Zavala della ritirata dei Caduti dai loro territori. Durante la Guerra Rossa coordinerà le operazioni dei guardiani su Titano. Dopo il ritorno di Titano, si scopre che è stata in parte influenzata dai corrotti, anche se la sua Luce riesce a trattenere la corruzione e aver trovato un'alleata, Ahsa, una specie di cui appartengono anche i Dei Vermi dell'Alveare, che sa chi è in conoscenza di come attraversare il portale sul Viaggiatore, che alla fine si scopre essere la regina degli inganni, Savathûn.
Asher Mir
Asher Mir è uno stregone con un carattere molto estroso, narcisista ed eccentrico, immerso in vari studi scientifici per comprendere i nemici dei guardiani, dimostrandosi non particolarmente attento alla sicurezza dei soggetti che invia per le ricerche. Un tempo Asher decise di studiare i vex accompagnato da due cacciatori. Insieme riuscirono a superare qualunque ostacolo, finché quando decisero di entrare nel Pyramidion su Io e incontrarono Brakion, la Mente della Genesi, una Mente Axis con il potere di plasmare la realtà. Il Vex sperimentò sui guardiani tentando di innestare su di loro la tecnologia Vex. Mentre i suoi due compagni perirono, Asher e il suo spettro sopravvissero, ma il braccio destro di Asher venne sostituito con uno vex e lo stesso spettro ebbe un occhio rosso come quello dei Goblin. Tornato all'Ultima Città Asher cadde in coma a causa delle ferite riportate, con il braccio vex che tentava di infettare il resto del suo corpo. Poco prima che la sua amica Eris Morn lasciasse la Città, visitò Asher nella zona medica della Torre e gli spiegò che stava partendo per trovare un modo per sconfiggere l'alveare al di fuori della sicurezza della Città. In seguito Asher si svegliò dal suo coma, e lavorò a stretto contatto con le forze dei guardiani durante la Guerra Rossa, conducendo contemporaneamente ricerche sui vex e i corrotti dal suo avamposto su Io. In seguito supportò i guardiani che decisero di scendere nel Pyramidion, ed espresse grande entusiasmo all'opportunità di vedere Brakion sconfitto. Dopo il ritorno delle Piramidi nel sistema solare, Asher rifiutò di eseguire l'evacuazione da Io, addentrandosi da solo nel Pyramidion Vex e trovando l'ingresso nella loro rete. Viene rivisto dal Guardiano e Mithrax nel Nodo Avalon della rete Vex dove, seppur senza comunicare direttamente, indicò loro gli archivi di informazioni sul Velo.
Mithrax, Kell della Luce
Mithrax, il cui vero nome è Misraaks, è un Capitano del Casato del Crepuscolo incontrato dal Guardiano durante una missione su Titano, mentre lui e il suo equipaggio cercano di ottenere il controllo sul reattore della struttura. Arrivato al reattore, il Guardiano incontrerà Mithrax mentre duella contro un Cavaliere dell'alveare. Se il Guardiano uccide il Cavaliere e lascia vivo Mithrax attiverà un finale alternativo in cui parlerà in lingua Eliksni, presumibilmente stabilendo un'alleanza con i Guardiani. Scompare e concede al Guardiano l'accesso al reattore. Durante la guerra contro gli Infami si viene a scoprire che lasciarlo in vita è la scelta canonica, dato che egli diserta dal Casato del Crepuscolo e giura fedeltà all'Ultima Città, rivelandosi come uno dei pochi in cui sostiene che l'umanità, non i Caduti, è degna del Viaggiatore. L'Avanguardia, sapendo che egli è un tecnosimbionte altamente esperto della tecnologia Vex, lo cercò per poter ricevere supporto nell'eliminare la Notte Infinita che oscurò l'Ultima Città, proponendo a lui e al resto del suo casato di venire a vivere sotto l'ombra del Viaggiatore. Mithrax accettò, portando la sua gente tra le mura della Città e aiutando a dipanare la confluenza Vex, anche se dovettero affrontare le discriminazioni portate avanti da Lakshmi-2 del Culto Guerra Futura. Dopo la fine della Notte Infinita, il Casato della Luce rimase stabile nell'Ultima Città, aprendo uno spiraglio di pace tra umani ed eliksni dopo secoli di guerra.
Anastasia Bray
La Dr. Anastasia Bray è una bellissima e abile cacciatrice umana. Prima della sua prima morte era un membro della famiglia Bray nonché psicolinguista che contribuì a sviluppare la Mente Bellica Rasputin insegnandogli a esprimere pensieri indipendenti. Dopo il Crollo, Ana fu rianimata da uno Spettro di nome Jinju. Diversamente dalla maggior parte dei guardiani, Ana è a conoscenza della sua vita passata a causa di un ID di Clovis Bray che indossava durante il suo risveglio. Divenne un'eroina dell'Ultima Città, ma scomparve dopo la Battaglia della Breccia del Crepuscolo, facendo credere a tutti che fosse morta, al fine di indagare sul suo passato visitando le strutture di Rasputin.
Il Ramingo
Poco si sa sul Ramingo, tranne il fatto che un tempo sia stato uno dei primi umani a essere scelti come guardiani (conosciuti allora come Rinati) il quale, dopo essere stato presente in diversi conflitti tra i Signori del Ferro e i Signori della Guerra, scelse di andarsene insieme ad altri quando l'Ultima Città stava per essere costruita per cercare un potere più grande della Luce stessa del Viaggiatore, in quanto sulla Terra era stata solo motivo di conflitti. Arrivarono su un pianeta congelato dove erano presenti dei monoliti e scoprendo, a loro spese, che vi erano delle creature simili a ombre in grado di annullare il processo di resurrezione degli Spettri. Alla fine di quella lunga odissea, solo il ramingo sopravvisse. Tornato nel Sistema Solare, il Ramingo si imbatté nei Nove, i quali gli diedero una nave, che lui chiamò il Derelitto, alla quale venne trainata un globo che conduceva nel Regno Ascendente e che gli avrebbe permesso di creare dei Corrotti. Durante il suo tragitto si avvicinò a un gruppo di Guardiani rinnegati chiamati le Ombre di Yor, attraverso un loro membro Callum Sol. Quando incontrò il Pistolero Shin Malphur, il quale stava dando la caccia alle Ombre ed era risalito a lui, il Ramingo gli diede diverse informazioni, e Malphur le ritenne accettabili per lasciarlo proseguire. Un anno dopo la Guerra Rossa, il Ramingo ritornò all'Ultima Città e aprì un negozio in un vicolo vicino al bazar, spiegando ai Guardiani le regole della sua attività: Azzardo, una competizione tra i Guardiani in cui erano presenti anche i loro nemici. Non è un'attività vista di buon occhio dall'Avanguardia, ma è comunque permessa. 
Saint-14
Saint-14 fu il primo titano a capo dell'Avanguardia ma non appare nel primo capitolo, nel quale ci sono solo accenni al suo nome e l'elmo esotico per titani chiamato Casco di Saint-14. Nel secondo capitolo, nell'espansione Maledizione di Osiride, si scopre che Saint è morto definitivamente e nella Stagione dell'Alba viene riportato in vita grazie alla Meridiana di Osiride, costruita proprio per il seguente scopo, e si stabilisce alla Torre. Nella Stagione dell'Intrepido, Saint ristabilisce le Prove di Osiride e ne diventa il supervisore. Viene considerato uno dei guardiani più forti di sempre, probabilmente a pari merito con Osiride, con il quale è fidanzato. Svilupperà una solida amicizia con Mithrax e Zanna di Lupo, che considera un eroe leggendario: è proprio Zanna di Lupo la fonte ispiratrice di Saint, dato che accorse indietro nel tempo tramite la Meridiana per salvarlo dal suo tragico destino, donandogli il fucile a pompa Paradosso Perfetto che lui stesso aveva forgiato e che diventerà l'arma rappresentativa di Saint nel corso dei secoli. Questo fatto rappresenta un paradosso: senza di lui Saint sarebbe morto nella Foresta Infinita, nella quale i Vex avrebbero sviluppato persino una mente Axis per eliminarlo, ma al tempo stesso senza Saint Zanna di Lupo non starebbe compiendo l'impresa. Per questo motivo il fucile a pompa possiede quel nome.

## Rasputin
Rasputin era l'ultima mente bellica, un'intelligenza artificiale dedita alla difesa del sistema solare sopravvissuta durante il Crollo. Disponeva di una vastissima rete di migliaia di Warsat, satelliti con molteplici funzioni: alcuni erano semplici ricognitori, altri fungevano invece da veri e propri cannoni a rotaia spaziali estremamente potenti, precisi e distruttivi e rappresentavano comunque solo un assaggio del suo arsenale, che probabilmente non verrà mai trovato interamente. Per molto tempo si è creduto perduto, fino a quando i guardiani non lo hanno scoperto e da allora è diventato non solo fonte d'attenzione per l'Avanguardia, ma anche per le forze aliene nemiche che cercheranno spesso di appropriarsi delle sue tecnologie o di distruggerlo. Alla fine della Stagione del Serafino fu costretto a sacrificarsi per distruggere l'intera rete di Warsat, cancellando se stesso per poter salvare l'umanità un'ultima volta: fece ciò sia perché capì di non poter fermare le armate di Xivu Arath senza dargli potere per attaccare e devastare la Città (essendo la Dea della Guerra dell'Alveare, Xivu Arath si potenzia tramite l'esistenza stessa di una guerra o di una battaglia), sia perché conscio che la sua mera esistenza come potenziale distruttivo era un pericolo troppo grande per l'umanità.

## L'Ignota Exo
L'Ignota è un personaggio enigmatico della trama di Destiny. La incontreremo qualche volta durante la trama principale, e ci rivelerà la presenza dei Vex su Venere. Non sappiamo se l'Ignota Exo è reale, ma le sue apparizioni hanno sventato molte catastrofi imminenti. Nella missione finale del primo capitolo ci donerà il suo fucile. Ritorna nell'espansione Oltre la Luce, nel secondo capitolo, dove ci insegnerà a gestire e potenziare il nuovo potere della Stasi e donandoci di nuovo il suo fucile, Senza Tempo Per Spiegare. Si scopre che altri non è che Elizabeth Bray, sorella di Anastasia che si trasferì in un corpo Exo per sfuggire al Crollo; proviene inoltre da una linea temporale alternativa nella quale Zanna di Lupo non è mai esistito e l’Oscurità ha vinto. Il Viaggiatore la rispedisce sempre indietro nel tempo per evitare la catastrofe ed è per questo che si rivela capace di predire il futuro. 

## L'Atollo
Mara Sov, la Regina
Mara Sov è la Regina degli Insonni e dell'Atollo. Si pensa che abbia la conoscenza di alcuni dei più oscuri segreti dell'universo, avendo vissuto per anni ai bordi dello spazio profondo. Si scopre che lei, insieme a suo fratello Uldren, sono stati i primi insonni in assoluto: subito dopo il Crollo una nave coloniale umana, nel tentativo di abbandonare il Sistema Solare, finì in una singolarità creata dal Viaggiatore durante la battaglia contro la Flotta Nera. Tale singolarità, che racchiudeva dentro di sé sia Luce sia Oscurità, cambiò per sempre gli umani presenti e li fece finire in un universo parallelo (o tascabile), chiamato Distributario. I neonati insonni, ora immuni alla morte naturale, vissero in questo universo per centinaia di anni fino all'inizio della storia principale. Nel corso della storia, fino al termine del secondo capitolo, la Regina avrà un ruolo sempre più fondamentale e centralizzato, aiutando l'Avanguardia ove possibile. Dispone di enormi poteri, di natura poco chiara (probabilmente hanno a che fare con il Piano Ascendente), che comunque rivaleggiano con la Luce.
Principe Uldren Sov/Il Corvo
Uldren è il fratello di Mara Sov, capo delle spie Insonni conosciute con il nome di Corvi. Lo incontreremo la prima volta nella trama principale sull'Atollo, dimostrandosi più diffidente e neutrale della sorella. È l'unico sopravvissuto all'attacco dell'Astrocorazzata alla flotta Insonne, anche se nessuno ne era al corrente. Finito su Marte ha speso il suo tempo durante la Guerra dei Corrotti e la Crisi della SIVA nel trovare la sorella che credeva ancora viva. Un anno dopo la Guerra Rossa, svolse un ruolo nel liberare gli Infami dalla Prigione degli Anziani, dove uccise Cayde-6 (già a terra morente a causa dello scontro con gli 8 baroni infami) con il suo stesso cannone portatile, Asso di Picche. Dal suo punto di vista, stava facendo qualcosa di nobile: trovare sua sorella Mara. Zanna di Lupo sterminò i baroni e lo inseguì fino alla Torre di Guardia insonne; infine l'instancabile guardiano, seguito da Petra, lo giustiziò con l'arma di Cayde; non è tuttavia chiaro chi dei due abbia sparato, dato che il filmato diventa nero e il rumore dello sparo non appartiene a nessuna delle due armi, fatto probabilmente intenzionale da parte di Bungie. Diversi mesi dopo la sua morte, in una cutscene durante la Stagione della Forgia, viene mostrato il suo cadavere venir rianimato da uno Spettro, diventando un guardiano cacciatore. Nel corso della storia anche lui, come la sorella, acquisirà sempre più importanza, venendo accolto in modo molto maturo da Zavala e divenendo il ricognitore ufficiale dell'Avanguardia. Alla fine dell’espansione La Forma Ultima diviene proprio lui, ironia della sorte, la nuova Avanguardia dei Cacciatori, successore proprio di Cayde.
Petra Venj
Petra è una Insonne e fedele braccio destro della Regina. Inizialmente un'emissaria di Mara alla città, avrà un ruolo fondamentale nella battaglia contro il Casato dei Lupi, guidandoci passo per passo nella nostra missione di attacco contro Skolas. Presente solo sull'Avamposto Vestiano, potremmo acquistare da lei delle cose specifiche se alzeremo la reputazione dell'Ira della Regina. Durante la Guerra dei Corrotti, prende le veci di Mara per guidare gli Insonni, eliminando ciò che rimane del Casato dei Lupi e i leader corrotti. Un anno dopo la Guerra Rossa, Petra fu mandata a gestire una rivolta nella Prigione degli Anziani insieme a Cayde-6 e al Guardiano. Aiutò a uccidere molti prigionieri ostili, scoprendo in seguito che tutto era stato orchestrato dal principe Uldren Sov per fare evadere gli Infami e i loro Baroni. Cayde-6 venne ucciso dallo stesso Uldren, che fuggì insieme ai suoi otto Baroni. Dopo la guerra contro gli Infami e aver vendicato Cayde insieme al Guardiano, Petra stabilì la sua base operativa all'interno della Città Sognante per liberarla dai Corrotti. Successivamente, fornì assistenza al Guardiano, al Corvo e alla Regina Mara nel salvataggio della congrega di tecnidi insonni durante la Stagione dei Perduti e nel recupero della nidiata di Riven nella Stagione dei Desideri.
Variks, il Fedele
Variks è il capo del Casato del Giudizio, l'ultimo casato di Caduti rimasto fedele alla Regina. Considerato un traditore da tutti gli altri casati caduti, Variks serve fedelmente Mara Sov e collaborerà insieme a Petra con i guardiani contro la minaccia di Skolas, e sarà lui a introdurci per la prima volta nella Prigione degli Anziani. Dopo la sconfitta della flotta Insonne per mano di Oryx, Variks diventa il nuovo leader dei Corvi dopo la scomparsa del principe Uldren. Dopo la fine della Guerra Rossa e una massiccia evasione nella Prigione degli Anziani da parte degli Infami, Variks scomparve. È implicito che egli avesse una conoscenza preliminare dell'evasione, in quanto disgregò il suo Servitore Vegliante prima di fuggire con uno Skiff. Sulla scia delle perdite dei Caduti, proclamò che sarebbe diventato il Kell del Casato del Giudizio. La sua posizione rimase ignota fino agli eventi di Oltre la Luce, dove si scoprì che era fuggito su Europa, sperando che il progetto di Eramis fosse in grado di restaurare la gloria degli eliksni come razza. Rimase, però, orripilato da come il potere della stasi rese Eramis ed il Casato della Salvezza ricolmi di odio verso la Grande Macchina, specie di come deturpavano i servitori. Decise di rubare una scheggia delle Piramidi ad Eramis e fuggì presso una stazione radar, dove mandò una richiesta di soccorso che fu intercettata dal Guardiano. Questi lo salvò dai sopraggiunti sgherri di Eramis ed iniziò a collaborare insieme a lui per sabotare e smantellare tutte le operazioni del Casato della Salvezza. Nonostante fosse ricercato come responsabile dell'evasione degli Infami dalla Prigione degli Anziani, ricevette la protezione dell'Avanguardia per poter supportare le operazioni su Europa grazie alle informazioni che fornì. Variks rese inoltre chiaro che la morte di Cayde-6 non era sua intenzione e che è intento a fare ammenda.
Maestro Ives
Ives è il criptarca dell'Atollo e svolge lo stesso compito di Rahool.
Muore durante gli eventi dei Rinnegati.
Nella festa delle anime perdute del 2018, si dovranno trovare delle pagine del suo diario per scoprire la causa della sua morte.
Rakis, Il Ragno
Il Ragno è il capo enigmatico di un'organizzazione criminale dei Caduti che risiedeva nelle profondità della Riva Contorta da lungo tempo, prima che gli Infami apparissero e cominciarono a ostacolarlo. In seguito propose un'alleanza con Petra Venj e i Guardiani per riprendere il controllo della Riva in cambio di alcuni favori, permettendo alle sue truppe di aiutarli in battaglia. Si scopre che ad un certo punto prima della Guerra dei Corrotti, la regina Mara Sov evacuò la Città Sognante e fece un accordo con il Ragno: avrebbe protetto la Torre di Guardia e in cambio la regina avrebbe chiuso un occhio sulle sue attività. Dopo la sconfitta di Riven, il Ragno offrì informazioni al Guardiano riguardo al fratello Siviks ed i suoi piani per rubare le tecnologie dell'Armeria Nera. Prese come lacchè Uldren dopo la sua rianimazione come guardiano, cedendolo alla Zanna di Lupo dopo aver abbattuto le Endofurie dell'Alveare sull'Atollo. Il Ragno fuggì dalla Riva Contorta, indebitandosi col Ramingo, a seguito del ritorno di Mara Sov alla Città Sognante perché spaventato dalla possibile risposta di questa per le angherie fatte al Corvo. Ritornò nella Stagione dei Tesori, dove aiutò il Guardiano ad affrontare i pirati di Eramis per prendere le reliquie di Nezarec dalla Fascia Principale. Durante gli eventi di tale stagione, si venne a sapere che il suo vero nome é Rakis e che lui e Siviks erano soci pirati di Mithrax quando questi possedeva una reliquia oscura di Nezarec. Avendo una taglia sulla testa, finse di morire, riscuotendo la sua stessa taglia e celando la sua identità, per poi divenire un boss del crimine eliksni. Attualmente è stanziato nell'Ultima Città dove gestisce il locale Serbatoio di Etere e dove, seppur in misura ridotta, continua i suoi smerci di contrabbando.

## Il Rifugio
Devrim Kay
Devrim Kay è un membro della milizia dell'Ultima Città dai modi gentili e pacati presente nella Zona Morta Europea. In seguito alla Guerra Rossa e alla presa della Città da parte della Legione Rossa, Devrim decide di aiutare i Guardiani sopravvissuti aiutandoli dalla chiesa di Trostland, divenuta suo punto di cecchinaggio, inviandoli in varie missioni per sabotare le forze dei Caduti e dei Cabal. Lui ed il suo compagno Marc, citato nella lore del gioco, si son presi cura di Suraya Hawtorne da quando era piccola. Devrim resterà nella ZME a collaborare con i Guardiani per gestire la situazione coi caduti e la Legione Rossa, tornerà ad avere rilievo nella Stagione della Resistenza aiutando il nostro Guardiano e la regina Mara Sov a salvare prigionieri di guerra dalla Legione Ombra dei cabal.

## Failsafe
Failsafe è un'intelligenza artificiale presente a bordo della nave Esodo Nero precipitata su Nessus. A causa dell'impatto la sua personalità si è divisa in due: una gioiosa e disponibile (nonostante le opinioni dello Spettro), l'altra apatica e sarcastica. Venne trovata da Cayde a seguito della presa dell'Ultima Città da parte della Legione Rossa mentre cercava un dispositivo Vex. Nonostante gli avvertimenti di Failsafe Cayde finì prigioniero in un ciclo spazio temporale, ma fortunatamente venne salvato dal Guardiano guidato proprio da Failsafe. In seguito collabora in varie circostanze con i Guardiani.

## Il Faro
Osiride
Un veterano dei Sei Fronti, Osiride era un guerriero molto rispettato, la cui prodezza in quella battaglia convinse Saint-14 a raccomandarlo al suo posto di Comandante dell'Avanguardia. Aveva anche prestato servizio come apprendista dell'Oratore per un po' di tempo. Tuttavia, il suo desiderio di verità sullo scopo dei Guardiani e sulla natura dell'Oscurità lo spinsero alla follia. Le sue teorie non erano solo considerate al limite della blasfemia, ma stava anche allontanando i Guardiani e le risorse dalla protezione della Città e dei rifugiati alla ricerca di leggende e voci, come la Volta del Vetro; è implicito che sia stato lui a ispirare Kabr a entrare nella Volta. Studiò l'Alveare, in particolare profetizzando l'arrivo di Oryx, e si dice anche che fosse arrivato "troppo vicino a comprendere i Vex ". La sua ossessione per la natura dell'Oscurità e l'uso improprio delle risorse alla fine spinse l'Oratore a esiliarlo, poiché credeva che fosse diventato ossessionato dai Vex come Toland l'Infranto con l'Alveare. La sua studentessa Ikora Rey e il suo vecchio amico Saint-14 fecero numerosi tentativi per riportarlo a guidare l'Avanguardia ma Osiride rifiutò, diventando sempre più ossessionato dalle sue ricerche sui Vex. Torna sulla Torre dopo gli eventi dell'espansione La Maledizione di Osiride e, sebbene perda la Luce nella Stagione della Caccia con la morte del suo Spettro Sagira, sarà un alleato importante in molte situazioni. Se si esclude Zanna di Lupo, Osiride è stato il guardiano più potente e abile mai esistito, probabilmente al pari di Saint, con il quale è fidanzato.
Fratello Vance
Fratello Vance è un discepolo e rappresentante del Culto di Osiride e può essere trovato all'Avamposto Vestiano nell'Atollo intento a reclutare i Guardiani più forti nelle Prove di Osiride. Sognò di diventare un Guardiano, ma in seguito decise di migliorarsi seguendo Osiride. Nella sua giovinezza perse la vista durante un incidente non specificato, portando una benda sugli occhi di conseguenza. In seguito Vance arrivò al Faro, un avamposto su Mercurio situato vicino all'ingresso della Foresta Infinita. Durante questo periodo scrisse diversi libri su Osiride e passò molto tempo a leggere e a osservare i presagi affinché le profezie di Osiride si avverassero. Durante l'arrivo del Guardiano su Mercurio si scopre che Vance è diventato il leader del Culto di Osiride e aiuterà a far risvegliare Sagira. Ammette di non aver mai incontrato Osiride ed esprime intensa gelosia quando il Guardiano lo incontra nella Foresta Infinita.

## Caduti

### Casato dei Diavoli
Il Casato dei Diavoli è il casato che guidò la battaglia della Breccia del Crepuscolo e prima di allora il responsabile della distruzione di Londra. Successivamente si stabilirono nel Cosmodromo dell'Antica Russia dove hanno iniziato a saccheggiare ogni luogo, diventando uno dei più grandi e temuti casati dei Caduti del sistema, noto anche come il più violento. In seguito il casato ha cominciato a sgretolarsi in quanto il loro Kell Solkis venne ucciso dal titano Saint-14, mentre in seguito i Guardiani riuscirono a uccidere il loro Arconte Riksis e il Servitore Primo Sepiks. Durante la ribellione del Casato dei Lupi Skolas cercherà di portarli dalla sua parte eliminando la restante leadership del casato tramite i suoi assassini della Zanna Silente, ma fallirà sempre ad opera dei Guardiani. Durante la Guerra dei Corrotti molti membri del Casato dei Diavoli verranno corrotti da Oryx. Nel frattempo cercheranno di penetrare nella rete di Rasputin grazie allo Stiletto modificato D.A.G.A.-2, ma verranno fermati dai Guardiani. A seguito del ritorno dell’Arconte Aksis e della scoperta della SIVA ci fu un divario tra i leader tecno-religiosi del casato e una fazione più giovane e ambiziosa dei Tecnosimbionti in quanto i primi credevano di aver trovato un nuovo dio da adorare, mentre i secondi di aver ottenuto il mezzo con cui diventare degli dei. Per colmare il divario venne riportato in vita Sepkis Primo. I Diavoli, insieme a Sepiks, attaccarono il Tempio del Ferro per ottenere i segreti della SIVA, ma fallirono. Dopo la Crisi della SIVA, che aveva comportato la perdita dei loro leader, il Casato dei Diavoli abbandona il Cosmodromo. Il loro colore è il rosso.
Riksis, Arconte dei Diavoli
Guardiano e soldato scelto di Sepiks Primo, Riksis è divenuto noto nella città per la sua collezione di teschi dei guardiani morti: non si sa se siano dei trofei o offerte per il Servitore Primo, e perciò viene ritenuto assolutamente pericoloso per chiunque si avventuri nel Cosmodromo.
Naksis, Barone dei Diavoli
Naksis è un Barone che protegge l'ingresso della Tana dei Diavoli. Benché faccia parte del Casato dei Diavoli porta il mantello e l'emblema del Casato dell'Inverno.
Sepiks Primo
Servitore Primo del Casato dei Diavoli, Sepiks Primo è una macchina senziente che sfrutta l'adorazione dei suoi Caduti e le sue considerevoli abilità tattiche sul campo di battaglia.
D.A.G.A.-2
Uno Stiletto modificato dagli Arconti Caduti con le parti dei Servitori e la tecnologia del Cosmodromo, D.A.G.A.-2 è stato programmato per contrastare le difese di Rasputin e violare i suoi firewall, in modo che il Casato dei Diavoli possa ottenere il controllo della sua rete di armi.
Iliksis, Ladro di Luce
Iliksis è un Capitano che guida l'assalto allo Stendardo decaduto, quando il guardiano recupera i progetti per il nuovo Gjallarhorn.

### Casato dell'Esilio
Questo casato non fa parte di quelli originali ma è stato formato da vari emarginati e derelitti degli altri Casati - i Reietti sono più numerosi del normale e non vi sono Kell o Arconti al comando - mossi dall'orgoglio, dall'odio o dal desiderio di libertà. Si sono stabiliti sulla Luna nonostante la presenza dell'Alveare, contro il quale si scatenano quotidiani scontri. Il loro colore è il verde.
Frigoris, Barone esiliato
Frigoris è il barone che ha guidato l'invasione del Casato dell'Esilio all'interno del Santuario di Oryx.

### Casato dell'Inverno
Casato Caduto residente nel Bacino di Ishtar su Venere, al pari dei Diavoli sono molto numerosi e pericolosi, comandati dal loro astuto Kell Draksis e sviluppando interesse verso la tecnologia dell'Età dell'Oro presente nell'Accademia di Ishtar e la Cittadella Vex. Si pensa che l’Inverno abbia portato all’estinzione del Casato della Cicatrice. Dopo la battaglia della Breccia del Crepuscolo il casato perse i loro Servitore Primo Simiks Primo (anche se ciò non è stato affermato con certezza), lasciando il loro Kell Draksis a comandare, il quale diventò presto uno dei più feroci nemici della Città, finché un Guardiano, dopo avergli impedito di saccheggiare l’Archivio del Collettivo Ishtar, non lo uccise all’interno del suo stesso Ketch lasciando il casato allo sbando. Grazie alla loro collaborazione con il mercenario Taniks, il Casato dell'Inverno riuscì a superare le difese della Prigione degli Anziani dell'Atollo e a recuperare il Prelato Arconte Aksor affinché diventasse la loro nuova guida, ma vennero ancora una volta fermati dai Guardiani che sconfissero Aksor non appena fu risvegliato. Durante la Guerra dei Corrotti il Casato dell’Inverno approfittò del caos dell’Atollo a seguito della sconfitta della flotta Insonne per liberare un altro Prelato Arconte chiamato Nixis, ma vennero intercettati dai Corrotti che corruppero il Prelato Arconte, il quale, però, finì sconfitto dai Guardiani. Il loro colore è il blu pallido.
Simiks-3
Nato dai resti del Servitore Primo del Casato dell'Inverno, Simiks-3 è ben equipaggiato per processare e memorizzare tonnellate di dati e ricognizioni e per condividerli con i servitori circostanti.
Graylisk, Barone dell'Inverno
Graylisk è il Barone che ha guidato l'assalto all'Archivio dell'Accademia di Ishtar.
Draksis, Kell dell'Inverno
La mente dietro la strategia dell'Inverno, Draksis ha guidato il Casato dell'Inverno in innumerevoli incursioni, sfuggendo più di una volta ai guardiani. Rintracciato all'interno del suo Ketch Simiks-fel, posto all'interno del covo dell'Inverno nel Bacino di Ishtar, viene sconfitto da un Guardiano che elimina prima la guardia e poi il Kell.

### Casato dei Re
Un misterioso casato dei Caduti nascosto nell'Antica Russia. A differenza degli altri caduti i Re non scendono direttamente in campo e agiscono tramite degli intermediari, manipolando il più delle volte il Casato dei Diavoli. Furono proprio i Re a iniziare la Breccia del Crepuscolo convincendo tutti i casati nel riprendere il Viaggiatore. Nonostante i rari avvistamenti si ritiene che sia il più brutale dei casati Caduti, a causa del disprezzo che nutrono per gli altri casati e per i guardiani della Città. Durante la Guerra dei Corrotti la presenza dei Re diminuisce drasticamente finché, dopo la Crisi della SIVA, abbandonano completamente il Cosmodromo. Il Principe Uldren Sov decide di incontrare il Kell dei Re e manipolare il casato per i propri scopi. Il loro colore è il giallo.
Physkin, Barone dei Re
Physkin è un Barone incontrato dai guardiani durante l'inseguimento di Omnigul, usato per rallentarli.
Paskin e Vekis, Baroni dei Re
Paskin e Vekis vennero inviati come emissari del Kell del Casato dei Re per trattare con Skolas tramite il suo Barone Yavek. Il fatto però che non il Kell ma due Baroni si sono presentati all'incontro fa supporre che Paskin e Vekis siano due sicari.

### Casato dei Lupi
Il Casato dei Lupi era un tempo un casato indipendente che cercò di partecipare insieme agli altri casati nella Breccia del Crepuscolo, venendo però spazzato via dalla Regina Mara,  che scagliò l’asteroide Cerere addosso alla sua flotta nei pressi della Fascia principale. Gli altri casati, vista l'assenza dei Lupi nella Breccia, li considereranno traditori. Dopo che Virixas, Kell dei Lupi, fu ucciso nello scontro iniziale il casato venne indebolito da una guerra civile conosciuta come lo Scontro di Eos. La Regina ne approfittò per renderli le sue guardie, divenendo quindi il loro Kell, mentre alcuni vennero rinchiusi nella Prigione degli Anziani e altri aderirono al Casato dell'Esilio. Sotto la guida di Skolas, il Casato dei Lupi decise di ribellarsi agli Insonni, scatenando il caos nell'Atollo e decidendo di riunire tutti i casati Caduti sotto il comando di Skolas che si autoproclamò Kell dei Kell con l’intento di riprendere finalmente il Viaggiatore. Gli sforzi di Skolas vennero però fermati da Zanna di Lupo. Il loro colore è il blu.
Aksor, Prelato Arconte
Discepolo del Servitore Primo del Casato dei Lupi Kaliks, Aksor è noto per aver compiuto una brutale crociata contro gli insediamenti umani oltre la Città e devastato innumerevoli enclavi degli Insonni, fino a quando la regina Mara Sov non lo catturò e rinchiuse nella Prigione degli Anziani. Il Casato dell'Inverno ingaggiò il mercenario Taniks per liberarlo e portarlo alla Tana dell'Inverno dove attende di essere risvegliato.
La Zanna Silente
Spietati sicari sotto il comando della Baronessa dei Lupi Drevis, la Zanna Silente ha avuto un ruolo di spicco nelle Guerre dell'Atollo, tra i quali gli innumerevoli attentati alla vita della regina Mara Sov. Con Drevis rinchiusa nella Prigione degli Anziani, la Zanna Silente ora esegue gli ordini di Skolas per eliminare i leader del Casato dei Diavoli e inglobare i Caduti nella sua visione di tutti i casati riuniti sotto il Kell dei Kell.
Yavek, Barone dei Lupi
Durante le Guerre dell'Atollo, Yavek era un tenente minore di Skolas che riuscì a fuggire prima di essere catturato. Quando Skolas riprese il controllo del Casato dei Lupi, autoproclamandosi Kell dei Kell, promosse Yavek a Barone e lo mandò a negoziare con il Casato dei Re per unirsi alla sua causa.
Taniks, lo Sfregiato
Caduto mercenario noto per la sua indipendenza dagli altri casati, per aver liberato Aksor dalla Prigione degli Anziani e per l'omicidio di Andal Brask, l'Avanguardia dei cacciatori amico di Cayde, Taniks vende i suoi servizi a qualunque casato Caduto sia disposto a offrirgli un prezzo abbastanza alto.
Servitore pilota
Servitori che venivano utilizzati esclusivamente per guidare la traiettoria di tutte le navi cadute. Durante le Guerre dell'Atollo, però, Skolas li modificò per usarli in attacchi suicidi contro gli Insonni. Nella Sfida degli Anziani può teletrasportarsi nell'arena e bombardare un'area con granate folgoranti.
Kaliks Rinato
Servitore Primo creato dal Casato dei Lupi con le parti dei servitori che lo credono una reincarnazione di Kaliks Primo, e al pari di Sepiks Primo è fanaticamente adorato dai suoi Caduti nella Prigione degli Anziani, disposti a sacrificare fino all'ultima goccia di etere per proteggerlo: infatti, al contrario dei normali Servitori, Kaliks assorbe l'etere dai Caduti per curarsi.
Skolas, Kell dei Kell
Skolas fu uno dei tre Baroni del Casato dei Lupi sotto il loro Kell Virixas. Quando il Kell venne sconfitto dagli Insonni guidati dalla Regina Mara Sov proprio nello scontro iniziale, il Casato dei Lupi entrò in una guerra civile dove Skolas, ora conosciuto come “il Rabbioso”, si scontrò con gli altri due Baroni, Irxis, Baronessa dei Lupi, e Parixass, l’Ullulante. Riuscito a prevalere, Skolas divenne il nuovo Kell dei Lupi, ma venne sconfitto e il suo casato passò sotto il controllo di Mara. Usato come merce di scambio per giustificare gli scontri nel sistema gioviano, Skolas venne però fatto evadere dai Nove tramite il loro agente Xùr e decise di unire tutti gli altri casati sotto il suo comando autoproclamandosi Kell dei Kell, titolo profetizzato secoli fa dal Casato della Pioggia per indicare il salvatore della loro razza che avrebbe recuperato il Viaggiatore e che nessun Caduto aveva mai ottenuto. Venendo ostacolato dai Guardiani, Skolas decise di controllare la tecnologia Vex, ma fu sconfitto sulla Cittadella Vex e preso di nuovo vivo da Mara. Durante la sua prigionia Skolas, nonostante fosse ormai preso nel suo delirio di onnipotenza, rivelò qualcosa riguardo ad Annullatori di Luce e Portatori d'Oscurità (molto probabilmente, grazie ai portali spazio temporali dei Vex, Skolas aveva previsto la venuta di Oryx). Verrà imprigionato nella Prigione degli Anziani dove gli stessi Guardiani che lo avevano fermato lo sconfissero definitivamente.
Keldar, Prelato Arconte
Durante la ribellione del Casato dei Lupi Keldar si astenne ad unirsi a Skolas, rimanendo nascosto. Nella Guerra dei Corrotti decide di riunire i Lupi su Marte come nuovo terreno di caccia e ricostruisce come nuovo Servitore Primo del casato Orbiks Primo.
Orbiks Primo
Precedente Servitore Primo del Casato dei Lupi, Orbiks venne sconfitto e succeduto da Kaliks Primo. Durante la Guerra dei Corrotti il resto del Casato dei Lupi, su ordine del Prelato Arconte Keldar, lo ricostruisce per imporre il loro dominio su Marte, finendo ancora una volta distrutto per mano dei guardiani e lasciando il casato Caduto al suo destino.

### Casato del Crepuscolo
A causa della sconfitta dei Tecnosimbionti nella Crisi della SIVA, i Caduti, ormai senza più i loro leader e messi allo sbaraglio, decisero di accantonare i loro vecchi dissapori e si riunirono sotto un unico casato chiamato Casato del Crepuscolo, spargendosi su molti settori del sistema solare. Decisero anche di lasciare le loro credenze religiose verso le macchine e di contare solo sulla sopravvivenza riuscendo a costruire molti Servitori da schierare sul campo e incrociare le tecnologie dei vecchi casati; il Prelato Arconte Raksil e il Servitore Primo Serkuleks decisero inoltre di modificare l'etere rendendolo più potente usando la tecnologia Cabal della Legione Rossa ma venendo fermati dai Guardiani. Il loro colore è il viola.
Skriviks, l'Occhio Acuto
Skriviks era un nobile del Casato dei Lupi al comando di un Ketch pilotato dall'Alto Servitore Kaliks-12 presente alla Caduta di Cibele, dove Skolas tentò disperatamente di invertire le sorti delle Guerre dell'Atollo. Skriviks fu catturato dagli Insonni insieme agli altri nobili dei Lupi rimasti e portato nella Prigione degli Anziani. Durante la ribellione del Casato dei Lupi fece perdere le sue tracce rimanendo nascosto per oltre due anni, fino all'avvento della Guerra Rossa. Condusse una banda di razziatori del Casato del Crepuscolo nella Foresta Oscura della Zona Morta Europea, vicino al frammento del Viaggiatore, accompagnato dai suoi luogotenenti Tikkis e Maksor.
Kiriks-16
Servitore che guida un gruppo di Caduti nelle miniere della Zona Morta Europea.
Teliks, Capitano Bandito
Teliks è un Capitano che guida varie missioni di furto contro il personale di Sloane su Titano.
Jaliks, Capitano Caduto
Jaliks è un Capitano che guida un assalto al nucleo di Failsafe su Nessus per ottenere i dati dell'IA.
Elyksul, Comandante d'assalto
Elyksul è un Capitano che guida un assalto all'Esodo Nero per prendere alcune componenti di Failsafe.
Brandaks Primo
Brandaks è un Servitore Primo del Casato del Crepuscolo che guida un manipolo di Caduti contro il Guardiano che ha recuperato la classe del Pistolero.
Spekkis, Capitano Barracuda
Capitano Caduto al comando di una squadra di Barracuda che scorrazzano per la Zona Morta Europea.
Raksil, Prelato Arconte
Raksil è il Prelato Arconte che insieme al Servitore Primo Serkuleks riuscì a modificare l'etere utilizzando la tecnologia Cabal rendendolo ancora più potente. Nonostante Raksil stesso fosse potenziato dal nuovo etere venne sconfitto dai Guardiani.
Serkuleks, la Fonte
Servitore Primo che insieme al Prelato Arconte Raksil modificò l'etere con la tecnologia Cabal; Serkuleks stesso venne modificato in modo da distribuirlo. Nonostante il supporto dei Caduti potenziati dal suo etere venne sconfitto dai Guardiani fermandone per sempre la produzione.
D.A.G.A.-0.6
Stiletto modificato messo a guardia dei rifornimenti rubati dalla Città e dal Rifugio insieme al Servitore MERIX-5 e al Capitano Grak l'Implacabile. A seguito della costruzione di D.A.G.A.-2 da parte del Casato dei Diavoli, dopo la loro unificazione al Casato del Crepuscolo gli schemi dello Stiletto vennero condivisi per crearne di nuovi.
Kendriks-7
Kendriks-7 è un Servitore presente all'interno di Esodo Nero nell'assalto Schianto dell'Esodo come obiettivo per completare la missione dell'arma esotica Sturm.
Thaviks, il Perverso
Thaviks è un Vandalo che ha guidato una squadra di Caduti su Nessus cercando di impossessarsi dell'Esodo Nero e di Failsafe. È molto più veloce di un normale Caduto e questo, unito al suo dispositivo mimetico e a delle bombe fumogene, lo rendono un avversario imprevedibile.
Taldriks, Proxy infinito
Simulazione del Capitano Taldriks all'interno della Foresta Infinita, creata da Panoptes per controllare le simulazioni dei Caduti e proteggere la Mente Infinita.
Servitore Vegliante Impazzito
Il Vegliante è un servitore modificato ed utilizzato da Variks durante gli eventi del Casato dei Lupi nel primo capitolo, sprovvisto di guscio esterno, ha l'aspetto di una grossa sfera infuocata. Veniva utilizzato da Variks per gestire i sistemi della Prigione degli Anziani sull'Atollo, ma dopo la fine della Guerra Rossa, Variks lo sabotò mentre se ne andava via, facendolo impazzire e mandando nel caos la prigione intera. Viene distrutto dai Guardiani guidati dal Ramingo, il quale è stato ingaggiato dal Ragno per riconquistare la Prigione degli Anziani, così da poterla rivendere agli Insonni.

### Sciagura dei Kell
La Sciagura dei Kell è un gruppo di caduti guidati da Siviks, fratello del Ragno, con l'obiettivo di stabilire un regime anarchico senza regole. Rubano equipaggiamenti dell'Armeria Nera per potenziarsi sempre di più e seminare caos e distruzione. Questi caduti si trovano nell'Ultima Città, sulla Terra e su Nessus.
Siviks l'Imbattuto
Fratello del Ragno ed ex collaboratore pirata di Mithrax, Siviks era un anarchico eliksni bramoso di rovesciare la società dei caduti, cercando di far collassare il Casato del Crepuscolo tramite le tecnologie belliche rubate dall'Armeria Nera. Tentò di impossessarsi delle Forge presenti nella ZME e su Nessus, di ottenere i codici di accesso al Laboratorio Niobe e di rubare gli schemi del Fardello di Izanagi, venendo però ostacolato dai Guardiani. Ordinò ai suoi tecnosimbionti di penetrare nel deposito dell'Armeria nascosto sotto il distretto Botza nell'Ultima Città. Venne ucciso dal Guardiano alla Forgia di Bergusia quando questi era in procinto di forgiare il Fardello di Izanagi.
Primo Ribelle, Sciagura dei Kell
Primo Servitore della Sciagura dei Kell, pesantemente modificato e riadattato da Siviks come simbolo di sovversione della società eliksni stessa. Fu il primo Bipode meccanizzato ad essere schierato, dotato di protezioni speciali grazie alle tecnologie dell'Armeria Nera. Era il boss finale del Raid Sciagura del Passato, dove venne impiegato per penetrare il deposito Ebitsu dell'Armeria sotto il distretto Botza. Per poterlo danneggiare era necessario distruggere i punti deboli presenti sugli arti e poi colpirlo con un carro Draconico potenziato con le risonanze delle Forge, esponendo il nucleo del servitore ai colpi. A seguito della sua distruzione, gli schemi di costruzione furono trafugati dal Casato della Salvezza, che inizio a sua volta costruire i suoi Bipodi.

### Casato della Salvezza
Casato fondato da Eramis, Kell dell'Oscurità. Indossano equipaggiamento invernale pesante, prevalentemente di colore blu e bianco e sono stanziati su Europa, dove hanno costruito un impero di Caduti sulle rovine della Colonia del Vespro, dando vita alla città eliksni Neo-Riis. Lo stemma stesso del Casato pare essere una fusione di quelli dei Diavoli, dell'Inverno e dei Re. Le tecnologie in possesso del Casato della Salvezza sono superiori di qualunque altro incontrato dai Guardiani, avendo la possibilità di saccheggiare e rubare dalle strutture dell'Exoscienza Bray e dalla Cripta di Pietrafonda. Dopo la morte di Siviks, trafugarono i progetti dei bipodi, costruendo una fabbrica di automi a Neo-Riis in preparazione all'invasione della Terra. Ciò che li rende pericolosi, inoltre, è il loro accesso alla manipolazione della Stasi tramite le tecnologie delle Piramidi, con cui sono entrati in comunione. I loro Arconti e capi maggiori possono sparare schegge da Stasi e lanciare granate in grado di rallentare e congelare i loro bersagli.
Eramis, Kell dell'Oscurità
Ex Baronessa del Casato dei Diavoli e nota in precedenza come la Ladra di Navi, Eramis è la Kell del Casato della Salvezza, prima eliksni a essere entrata in comunione con le Piramidi ed in grado di usare la stasi, autoproclamandosi Kell dei Kell. Partecipò coi suoi compagni alla Breccia del Crepuscolo, riuscendo a fuggire ma venendo catturata dagli Insonni dell'Atollo durante la rivolta del Casato dei Lupi. Evase dall'Atollo quando Uldren Sov e gli Infami uccisero Cayde-6, cercando nei mesi successivi di far rubare dalla vecchia Torre il Pandemia Perfezionata, sperando di usare l'ultimo ritrovato della SIVA per restaurare il Casato dei Diavoli. Vedendo il suo piano fallire, decise allora di fondare un casato tutto suo, unito nell'odio verso il Viaggiatore, ed, entrando in comunione con le Piramidi su Europa, ottenne il potere della Stasi. Il suo odio immenso per il Viaggiatore è dato dal fatto che lei è una degli eliksni che sopravvissero allo Stravolgimento, vedendo l'Oscurità annientare la sua razza e il loro pianeta nativo Riis ed il Viaggiatore fuggire via, lasciando i sopravvissuti a scannarsi nella seguente guerra civile dei Casati. Venne fermata dal Guardiano e imprigionata per due anni nella Stasi, lasciando il suo Casato allo sbando. Venne liberata poi dal Testimone ed incaricata di recuperare le reliquie di Nezarec nella Fascia Principale. Fallendo tale compito e vedendo il suo casato venire in larga parte assimilato tra le Endofurie di Xivu Arath come punizione, tentò di violare la rete di Warsat orbitali di Rasputin per distruggere il Viaggiatore e l'Ultima Città. A seguito della morte della Mente Bellica, parrebbe che la sua fiducia nei piani del Testimone inizi a vacillare. Durante le operazioni di salvataggio ostaggi contro la Legione Ombra, cercò di avvertire Mithrax che sarebbe morto per via di una trappola preparata dai cabal e poi proteggendolo dall'esplosione della base. A seguito di ciò, sparì nel nulla senza lasciare tracce.
Phylaks, la Guerriera
Baronessa del Casato della Salvezza e comandante delle forze di assalto sul campo, rinomata per essere stata presente alla Breccia del Crepuscolo ed aver causato la morte definitiva di molti Guardiani. Fu tra i primi a ricevere il potere della Stasi, iniziando a razziare il Nexus Vex su Europa. Viene inseguita ed uccisa dal Guardiano, lasciando senza guida logistica le truppe del Casato della Salvezza. Lotta usando un fucile da cecchino e creando cristalli da Stasi dal terreno. 
Praksis, il Tecnocrate/ Profanato
Barone del Casato della Salvezza e tecnosimbionte responsabile del rifornimento di tecnologie delle Piramidi per manipolare la Stasi. Fuggì insieme ad Eramis dalla Prigione degli Anziani durante gli eventi de I Rinnegati, aiutandola ad instaurare l'impero di Caduti su Europa. Viene inseguito ed ucciso dal Guardiano nei laboratori dell'Exoscienza Bray, dove intendeva rubarne le tecnologie. Durante la stagione dei Serafini, venne rianimato come Infame per violare il Comando Warsat alla Stazione del Serafino ma venne nuovamente abbattuto dal Guardiano, che riuscì a terminare la sua infiltrazione nella struttura orbitale. In entrambi gli scontri può lanciare granate da stasi e proteggersi con droni scudo che lo schermano dai danni.
Kridis, l'Oscura Sacerdotessa
Baronessa del Casato della Salvezza e seconda in comando dopo Eramis, è responsabile di diffondere il verbo della Kell tra i Caduti. A seguito della sconfitta di Eramis a Neo-Riis, cercò di raggruppare i Caduti e liberare la Kell dalla sua prigionia nella Stasi. Viene fermata dal Guardiano che la rintracciò grazie all'aiuto di Variks. Combatte usando due spade da Stasi e sparando schegge congelanti dalla distanza, potendo anche proteggersi con dei servitori.
Atraks-1, Exo Caduta
Baronessa del Casato della Salvezza, responsabile delle operazioni alla Cripta di Pietrafonda. Dopo la morte di Praksis e Phylaks, viene incaricata da Eramis di tornare alla Cripta per metterla in sicurezza. Viene incontrata nel secondo scontro del Raid "Cripta di Pietrafonda", oramai evoluta in una eliksni exo. Questa, dopo aver rianimato Taniks lo Sfregiato, affronta i Guardiani duplicandosi in copie multiple di sé, venendo però infine distrutta.
Taniks Rinato/L'Abominio
Il noto mercenario dei Caduti, nuovamente rianimato a seguito della sua distruzione durante la Crisi della SIVA. Viene riportato in vita grazie alle tecnologie della Cripta di Pietrafonda e, irato, affronta i Guardiani mentre cerca di avviare il protocollo Discesa Nucleare della stazione spaziale Stella Del Mattino. Fallendo nel suo intento e venendo chiuso fuori dalla capsula di salvataggio, si fonde con uno stiletto pesante modificato con cariche nucleari, sopravvivendo allo schianto della stazione orbitale ed affrontando i Guardiani alla porte della Cripta, dove viene definitivamente ucciso. 

## Alveare

### Sciame Nascosto
Lo Sciame Nascosto è una setta dell'Alveare che svolge la funzione di forza militare primaria. Sulla Terra servono come testa di ponte per l'invasione, mentre sulla Luna sono la linea difensiva più esterna, allontanando chiunque tenti di entrare nella Bocca dell'Inferno. Il loro colore è il rosso.
Kranox, lo Scolpito
Kranox è il Cavaliere messo a guardia della Tomba del Mondo: un vasto deposito contenente la raccolta di tutti i segreti dell'Alveare.
Principi dello Sciame
Quattro potenti Cavalieri dell'Alveare che grazie alla loro volontà crearono la Spada di Crota, un'arma tristemente nota per aver prosciugato la Luce di molti guardiani, e ad essa sono legati. I loro nomi sono: Banuk, principe di Ur, Dakoor, principe di Yul, Garok, principe di Xol, e Merok, principe di Eir.
Telthor, il Non Nato
Telthor è uno dei Non Nati, gli Orchi al loro stato iniziale mossi da una rabbia sfrenata che può essere attenuata con dei rituali i quali danno loro uno scopo. Le Maliarde hanno deciso di non eseguire il rituale, che lo avrebbe portato a essere un Rinato, e metterlo di guardia alla Camera della Notte.
Mormu, Progenie di Xol
Mormu è la Maliarda responsabile dello svolgimento dei rituali sugli Orchi nelle Fosse di Evocazione.

### Progenie di Crota
La Progenie di Crota è una setta dell'Alveare dedita al servizio di Crota, volta ad eseguire la sua volontà nel conquistare la Terra. Ne L'oscurità dal Profondo, comandati da Omnigul, aumentano le loro attività sulla Terra e cercano di resuscitare Crota. Il loro colore è il giallo.
Phogoth, l'Indomito
Creazione di Mormu, Phogoth è un potente Orco creato nelle Fosse di Evocazione, su cui però non è stato possibile eseguire il rituale per renderlo un Rinato. Contrariamente agli altri Orchi, il suo punto debole è un tumore posto sul petto.
Lame di Crota
Si tratta di un Cavaliere protetto da uno scudo ad Arco con al seguito degli Accoliti, affrontabili prima di Sardon (del quale sembrano esserne i soldati).
Sardon, Pugno di Crota
Cavaliere al comando degli eserciti dell'Alveare, con i Principi dello Sciame come suoi generali, Sardon è uno dei luogotenenti più potenti di Crota in quanto impedisce ai Guardiani di usare le abilità per il salto, può provocare un’onda d’urto dalla sua spada ed è agile.
Forza di Crota
Un Orco dell'Alveare mandato ad attaccare Rasputin per ottenere il controllo sulle sue armi, finendo sconfitto per mano dei guardiani. In Il Re dei Corrotti viene rivelato che era stato creato per superare in bravura Kalgoor, una Maliarda corrotta della Corte di Oryx specializzata nel controllare gli Orchi.
Discepoli di Crota
Membri dell'Alveare che rispondono direttamente a Crota. Essi sono: la Mano (un Cavaliere), gli Occhi (tre Accoliti) e il Cuore (una Maliarda).
Urzok, l'Odiato
Potente Cavaliere dell'Alveare, Urzok è un esecutore che ha ottenuto il titolo "l'Odiato", che nell'Alveare indica colui che ritualmente sacrifica i Derelitti ai suoi signori. Lo si può incontrare durante gli eventi pubblici nell'Osservatorio Celeste.
Omnigul, Volontà di Crota
Creatrice della Progenie di Crota (ciò la renderebbe la consorte di Crota) e antagonista secondaria dell'espansione L'Oscurità dal profondo, Omnigul è una potente Maliarda che comanda sull'Alveare. La prima volta la si incontrerà in uno scontro tra l'Alveare e i Caduti, la seconda mentre cerca di prendere il controllo di Rasputin, e la terza verrà affrontata e sconfitta nel Complesso Gioviano. Dopo la Crisi della SIVA si scopre che ha "ingannato" la morte e che sta muovendo guerra contro i Diavoli tecnosimbionti.
I Derelitti
Due Orchi, chiamati Malgor e Thogar, il cui unico scopo è essere sacrificati a Oryx.
Ir Yût, la Cantamorte
Ir Yût è una pericolosa Maliarda che possiede il potere Cantamorte, che uccide chiunque lo ascolti quando finisce.
Cavaliere Sciagurato
Sono un gruppo di Cavalieri al servizio delle Maliarde Custodi dei Vermi nella Prigione degli Anziani. Nella Sfida degli Anziani può evocare delle mine corrotte ai margini dell'arena.
Gulrot, il Sudicio
Gulrot è un Orco creato dalle Maliarde Custodi dei Vermi nella Prigione degli Anziani. Il suo nome deriva dal fatto che è stato creato senza le risorse per un'evocazione corretta. Come Phogoth, il suo punto debole è un tumore presente sul petto e grazie alla sua bile è in grado di rallentare i Guardiani.

### Sangue di Oryx
Il Sangue di Oryx è una setta dell'Alveare dedicata al culto di Oryx, il Re dei Corrotti, oltre che a essere i suoi diretti servi. Molti dei Corrotti dell'Alveare appartengono a questa setta. Il loro colore è il viola.
Sardok, Occhio di Oryx
Gigantesco Cavaliere che protegge il Santuario di Oryx, unico contatto tra l'Alveare della Luna e il Re dei Corrotti.
Crota, figlio di Oryx
Crota, il cui nome significa "Divoratore della speranza" e noto come il Dio-Cavaliere, è uno dei signori dell'Alveare, nonché figlio di Oryx. Nato come rappresentazione della crociata tra l’Alveare e il Viaggiatore, la fama di Crota crebbe sempre di più, e nonostante sia il più giovane dio del Pantheon venne designato come erede al Trono di Osmio. Insieme alla Maliarda Omnigul, che divenne la sua volontà, fondo una propria setta, la Progenie di Crota. Un giorno, ingannato da sua zia Savathûn, e apprendendo il potere degli squarci dimensionali grazie alle sorelle Ir Halak e Ir Anûk, aprì uno squarcio dal quale fuoriuscirono i Vex. Crota e le sue sorelle combatterono per cento anni contro le macchine, in quanto uno di loro, un Idra chiamata Quria, Trasformazione della Lama, aveva appreso il senso della Logica della Spada dell’Alveare. Solo grazie all'intervento di Oryx i Vex vennero sconfitti, ma poi scagliò Crota nello squarcio intimandogli di ritornare vittorioso o di morire dimenticato. In un primo momento, Crota risentì per l’apparente abbandono di suo padre, ma poi lo capì e costruì templi e monumenti in suo onore, diventando un collegamento per il sistema dei tributi verso su padre. Una volta che venne nel Sistema Solare diventò noto per aver conquistato la Luna e ucciso innumerevoli guardiani con la sua spada durante il Grande Disastro, la più grave sconfitta nella storia dell'ultima città. Una squadra di guardiani capitanata da Eriana-3 provò a infiltrarsi nella dimora del dio per assassinarlo, ma vennero sconfitti dalle orde di schiavi e da Omnigul, lasciando solo Eris Morn come sopravvissuta; Crota, tuttavia, entrò in uno stato di dormiveglia, tentando di ritornare all'apice della sua grandezza. L'Alveare, comandato da Omnigul, cercò di ricongiungerlo con la sua anima per farlo ritornare ai suoi pieni poteri, ma prima le sue armate vennero decimate da un Guardiano e infine venne bandito dal piano d’esistenza rimanendo prigioniero nel Regno Ascendente. Tuttavia, una squadra di Guardiani scese nella Bocca dell’Inferno fino ad arrivare al Trono della Superanima dove, grazie alle spade dei Cavalieri, misero fine all'esistenza di Crota, ironicamente seguendo la Logica della Spada. Durante la Guerra dei Corrotti, per attraversare lo Scisma e affrontare Oryx, il Guardiano dovette prendere un frammento del cristallo che conteneva l’anima di Crota per poi infiltrarsi nella sua cerimonia di morte e prendere un frammento della sua anima.
Urrox, Principe delle Fiamme
Noto come il "Rampollo di Oryx", Urrox è un Cavaliere dell'Alveare che si trova nella Prigione degli Anziani, dove ha sollevato una nidiata da tempo dimenticata. Possiede l'abilità di incendiare il terreno.
Oryx, il Re dei Corrotti
Aurash fu un tempo una delle tre figlie, insieme a Xi Ro e Sathona, del re della Corte di Osmio sul gigante gassoso Fondamento. Quando però la madre Taox cercò di assassinare la famiglia reale, in quanto il re era sprofondato nella follia, avendo superato gli anni normali per quelli della loro specie, e non reputava le figlie adatte, Aurash e le due sorelle riuscirono a scappare giurando di vendicarsi. Trovato il relitto di una nave nota come la Lancia e guidate dalla voce un verme bianco morto che il padre teneva con sé, le tre sorelle incontrarono nelle profondità di Fondamento le Divinità Larvali che, in cambio dell’immortalità consentita da tre dei loro figli, dovevano sfamarli o sarebbero state consumate. Così Xi Ro divenne Xivu Arath, Sathona divenne Savathûn e Aurash divenne Auryx, cambiando anche da femmina a maschio. Auryx e le sorelle combatterono molte battaglie sia per vendicarsi di Taox, sia per sfamare il proprio verme, soprattutto contro le civiltà scelte dal Viaggiatore. In una di queste Auryx capì che le Divinità Larvali li avevano ingannati e che la fame del loro verme sarebbe diventata così grande che alla fine non sarebbero più riusciti a saziarla. Xivu Arath e Savathûn offrirono le proprie vite per rendere più forte il fratello, il quale si confrontò con Akka, il Verme dei segreti, e lo uccise, ottenendo la capacità di parlare con il Profondo e descriverlo su delle tavole conosciute poi come le Tavole della Rovina. Grazie al nuovo potere acquisito Auryx divenne Oryx, il Re dei Corrotti, colui che poteva piegare la vita e farla sua. Oryx dovette però guardarsi anche dalla sua famiglia: il primo ad attirarsi le sue ire fu il figlio Nokris, il quale, essendo più debole di Crota, ma avendo affinato le sue capacità mentali e magiche, fece un patto con la Divinità Larvale Xol, la Volontà dei Mille, scambiando il suo cuore per un po' del potere di Xol e del segreto della resurrezione. Oryx apprese presto delle attività di suo figlio ed era completamente furioso: le azioni di Nokris erano sacrileghe e la resurrezione era un'eretica violazione della Logica della Spada. Per i suoi crimini, il Re dell'Alveare lo esiliò e rimosse tutti i riferimenti del suo disconosciuto figlio dalla Tomba del Mondo, i Libri del Dolore e la maggior parte dei suoi ricordi. Solo una statua rimase come unico riferimento al suo figlio dimenticato. La prossima a cospirare contro di lui fu la sorella Savathûn: la fame dei vermi doveva essere stimolata con delle azioni, e Savathûn doveva farlo con atti di astuzia, cosa che la portò a cospirare contro Oryx. Un giorno ingannò Crota facendogli aprire uno squarcio dimensionale dal quale fuoriuscirono i Vex. Il Verme Eir, avvertendo il pericolo, avvertì Oryx che usò il suo potere per sconfiggere i Vex, per poi scagliare suo figlio nello squarcio intimandogli di ritornare vittorioso o morire dimenticato. Come ultima cosa Oryx dovette affrontare il Vex Quria, Trasformazione della Lama, il quale creò una replica di Aurash e la fece confrontare con Oryx per sconfiggerlo; ma Quria non poteva comprendere appieno Oryx e il suo potere che derivava dal Profondo, così venne corrotto e Oryx lo diede a Savathûn come dono, dopodiché, per proteggere il suo Regno Ascendente lo unì con un frammento di Akka che divenne la sua Astrocorazzata. In seguito Xivu Arath e Savathûn si separarono da Oryx in quanto il suo potere ostacolava il loro. Quando Oryx venne a sapere della morte di Crota si diresse con l’Astrocorazzata e la sua flotta verso il Sistema Solare per esigere vendetta. Tuttavia venne fermato dagli Insonni, che con il loro sacrificio ne bloccarono l’avanzata vicino a Saturno. Dall’Astrocorazzata Oryx cominciò a usare il suo potere corrompendo i Cabal su Marte e Phobos, diminuendo drasticamente il loro numero, per poi concentrarsi sulle altre specie del sistema. Dopo averlo scoperto su Phobos, l’Avanguardia si preparò per la guerra contro i Corrotti che portò i Guardiani a bordo dell’Astrocorazzata e alla sconfitta di Oryx che si rifugiò nel Regno Ascendente. Dopo aver sconfitto i campioni della sua Corte, i guardiani entrarono nel Regno Ascendente dove sconfissero il Sacerdote di guerra, Golgoroth e le Cantamorti Ir Halak e Ir Anûk per poi confrontarsi di nuovo con Oryx nella sua vera forma, una versione gigantesca di sé stesso, il quale utilizzò l’Oscurità per corromperli, ma i Guardiani usarono la propria Luce per sconfiggerlo e mettere fine alla sua esistenza, mandando il suo cadavere su Saturno disintegrandolo per sempre.
Krughor
Krughor è un Orco che appare nella Corte di Oryx. A causa di un maleficio di Savathûn, possiede uno scudo che lo rende invulnerabile e che può essere distrutto facendolo detonare vicino agli Schiavi maledetti.
Lokaar
Lokaar è una Maliarda che appare nella Corte di Oryx. In passato aveva infastidito Crota che non riusciva a prenderla, così chiese a suo padre Oryx di ucciderla. Oryx, invece, le diede il nome, che significa “Non qui”: infatti possiede la capacità di teletrasportarsi periodicamente per eludere i pericoli.
Alzok Däl, Gornuk Däl, Zyrok Däl
Alzok Däl e le sue sorelle Gornuk Däl e Zyrok Däl sono tre Maliarde che appaiono nella Corte di Oryx. Usando il rituale per nascondere la loro morte decisero di nasconderla dentro di loro, ottenendo la capacità di risorgere, purché ne resti almeno una in vita.
Vorlog
Vorlog è un Cavaliere che appare nella Corte di Oryx, noto per aver offerto a Oryx le vite dei suoi celebranti; Oryx gli diede anche questo nome che significa "Minore di me". Possiede la capacità di proteggersi con i vari scudi elementali.
Balwûr
Balwûr è una Maliarda che appare nella Corte di Oryx, nonché la figlia di Savathûn, sorella di Oryx. Possiede la capacità di far rimanere la nebbia tossica nella Corte che, combinata con la sua nube venefica e i suoi colpi precisi, la rendono una tra i più potenti campioni della Corte di Oryx. Nell’area appariranno periodicamente gli Accoliti di Balwûr che se uccisi genereranno brevemente una zona sicura.
Thalnok, Fanatico di Crota
Thalnok è un Cavaliere creato da Oryx a somiglianza di Crota, per poter avere qualcosa che gli ricordi suo figlio. Appare nella Corte di Oryx, dove possiede le stesse tecniche di combattimento di Crota.
Echtar, Spada di Oryx
Echtar è un potente Cavaliere al servizio di Oryx presente nel Covo e necessario per potenziare la spada del guardiano creata con il nucleo dello Spezzavolontà.
Alak-Tul, la Lama Oscura
Alak-Tul è un Principe dell'Alveare e figlio adottivo di Oryx. Lui e la sua consorte, Verok, erano presenti alla Bocca dell'Inferno quando Eris Morn e Eriana-3 arrivarono con la loro squadra per assassinare Crota. Fu Alak-Tul e la progenie di Verok che uccisero il Titano Vell Tarlowe. In seguito, Alak-Tul e Verok istigarono una ribellione contro Oryx, subito repressa. La motivazione di Alak-Tul era duplice: in primo luogo perché si sentiva trascurato da Oryx, e in secondo luogo per valutare sé stesso agli occhi di Verok. Alak-Tul fu catturato dai guerrieri di Oryx, e il Re dei Corroti decretò che fosse imprigionato a bordo dell'Astrocorazzata per non vedere di nuovo la luce. Dopo che Oryx venne sconfitto Eris volle assicurarsi che Alak-Tul non ne avrebbe rivendicato il trono, e anche per vendicare Tarlowe. Una squadra di guardiani assecondò la sua richiesta scendendo nella sua cella buia e uccidendolo.
Il Sacerdote di Guerra
Il Sacerdote di Guerra è un Alveare Ascendente, nonché uno dei più potenti campioni di Oryx dopo aver conquistato cinquecentoottantacinque mondi, completamente dedito ai principi di massacro, vittoria e allo stesso Re dei Corrotti.
Golgoroth
Golgoroth è un potente Orco che si trova nei più oscuri recessi dell'Astrocorazzata. In precedenza creato dalla Divinità Larvale Xol con lo scopo di divorare Oryx e la sua famiglia, Golgoroth fu invece riplasmato da Eir in una nuova forma per servire Oryx con il suo decreto. Più tardi, quando Oryx scolpì le Tavole della Rovina dalla carne della Divinità Larvale Akka, ne pose una all'interno di Golgoroth come confutazione delle richieste di Crota di reclamarla. Gli unici punti deboli di Golgoroth sono una sacca gialla sulla schiena protetta da sei lunghe escrescenze e una macchia blu sul petto.
Ir Halak e Ir Anûk, le Cantamorti
Ir Halak e sua sorella Ir Anûk furono create dalle due metà di una larva che Oryx aveva tagliato con la sua spada, lo Spezzavolontà. Le lodò per la loro astuzia, soprattutto Ir Halak per aver creato il Cantamorte, l'attacco firma delle Maliarde che, come loro, avrebbero ricevuto il titolo di Cantamorte, e Ir Anûk per aver scritto gli undici assiomi che descrivevano il Regno Ascendente. Più tardi Ir Halak e Ir Anûk cominciarono a morire più volte in un certo luogo, apparentemente senza motivo. Scoprirono di aver creato il prototipo del costrutto che verrà chiamato Superanima, grazie al quale gli Alveare Ascendenti potevano proteggere la loro anima dalla morte. Quando vennero a dirlo a Oryx, costui mandò suo figlio Crota a sorvegliarle preoccupato che stessero cercando di entrare nel Profondo dove aveva ottenuto i suoi poteri. Tuttavia Crota cominciò a cospirare con le sue sorelle per cercare anche lui un potere per sé stesso, finendo per aprire un varco nel Regno Ascendente e portando i Vex. Ir Halak e Ir Anûk aiutarono il fratello a resistere all'invasione, che risultò più difficile del previsto. Più tardi, al fine di proteggere il suo regno, Oryx costruì l'Astrocorazzata, e Ir Halak e Ir Anûk costruirono le armi e i sistemi interni della nave, permettendo a Oryx di concentrare il suo potere Ascendente e obliterare qualsiasi nemico. Infine, miliardi di anni più tardi, Ir Halak e Ir Anûk sfidarono i guardiani intenzionati a porre fine alla vita di Oryx, evocando diverse Cantamorte per supporto, finendo alla fine sconfitte.

### La Covata Silente
La Covata Silente è una setta dell'Alveare che ha il compito di sorvegliare le sale interne e le prigioni dell'Astrocorazzata. Il loro colore è il turchese.

### Veleno di Oryx
Più una forza d'assalto che una setta, il Veleno di Oryx è composta da Cavalieri dotati di scudo ad Arco e armati di trinciatori affiancati da Cavalieri corrotti. Appaiono nella missione "Il primo firewall".

### Alveare di Savathûn
Una setta sconosciuta dell'Alveare collegata alla sorella di Oryx Savathûn. Arrivò nel Sistema Solare dopo la Guerra dei Corrotti infestando la luna di Saturno Titano. Durante la Guerra Rossa si contenderà il territorio con l'Avanguardia e i Caduti del Casato del Crepuscolo.
Hubara, Principe dell'Alveare
Hubara è un Cavaliere che guida l'occupazione dell'Alveare nel centro di controllo su Titano.
Azyrax, Evocatrice eminente
Azyrax è una Maliarda a capo di una congrega in guerra contro i Caduti.
Nalcthor, il Cristallino
Nalchtor è un Cavaliere al centro di un rituale dell'Alveare che, grazie a uno speciale cristallo con cui è in sintonia, ha provato a far affondare l'Arcologia attraverso delle forti vibrazioni.
Takul-Dar, l'Ininterrotto
Takul-Dar è un Cavaliere che riesce a ingannare la morte grazie alle Maliarde Necromanti.
Garmurg
Garmurg è un Orco che ha preso dimora nelle profondità dell'Arcologia.
Canto di Savathûn
Gigantesco Urlatore al centro di un rituale in cui usa la Luce del Vuoto sottratta ai Guardiani morti.
Ergoth, Proxy Infinito
Ergoth è un Cavaliere dell'Alveare creato da Panoptes per controllare l'Alveare simulato e proteggere la Mente Infinita.
Possanza di Savathûn, proxy
Simulazione di tre Cavalieri all'interno della Foresta infinita creata dai Vex per ottenere più dati sull'Alveare.
In Anânh, Regina della Covata
In Anânh è una potente Maliarda presente nella Riva Contorta, divenuta la consorte di Hiraks il Plagiamente quando il Barone soggiogò con i suoi poteri la covata dell'Alveare. L'abilità più pericolosa di In Anânh è quella di trasformarsi in una forma d'ombra, cambiando i suoi colpi da energia Solare esplosivi a Vuoto e più veloci, ed entrambi causano danni nel tempo; inoltre può incendiare tutta la zona dello scontro tranne le zone dietro a delle rocce. Verso la fine dello scontro In Anânh si separa dalla sua ombra diventando un duplice boss. Se una delle due viene sconfitta la restante entra in uno stadio berserk.
Dûl Incaru, l'Eterno Ritorno
Dûl Incaru è una potente Maliarda nonché figlia di Savathûn, responsabile della maledizione dei Corrotti nella Città Sognante e insieme al vex corrotto Quria ha intrappolato la città in un loop di tre settimane, in modo che sua madre possa accedervi e usarla per potenziare sé stessa. È spesso accompagnata dalle sue guardie del corpo Gaurog, Alak-Tor e Ba-Kuur, tre Cavalieri conosciuti come i Forgiafato, la cui presenza la protegge tipicamente da ogni danno e rinascono poco dopo la morte.

### Presa di Nokris
La Presa di Nokris è una setta dell'Alveare comandata da Nokris e Xol presente nel Bacino di Hellas su Marte, rimasta dormiente per molti secoli dopo il Crollo. Dopo la morte di Xol, iniziarono a compiere disperati tentativi di convocare Savathûn in loro aiuto. La caratteristica di questa setta è che sulle loro armature è presente del ghiaccio.
Urrot, Martello di Nokris
Urrot è un Orco che guida le forze dell'Alveare contro il Centro di Ricerca Futuristico Clovis Bray.
Dultur e Ekdala, Figli di Xol
Dultur e Ekdala sono due Cavalieri imponenti che guidano le forze dell'Alveare verso il nucleo di Rasputin.
Kvada ur-Nokru
Kvada ur-Nokru è un Orco creato come offerta verso Xol, protetto da due totem che possono essere distrutti lanciandogli contro le reliquie lasciate a terra dai Cavalieri.
Šimmumah ur-Nokru
Šimmumah ur-Nokru è una Maliarda evocata da quattro Cavalieri nel terreno di alimentazione di Xol.
Nokris, Messaggero di Xol
Nokris era originariamente il secondo figlio di Oryx e fratello di Crota, ma era sfavorito da suo padre per la sua debolezza fisica. Per compensare a ciò, Nokris cominciò ad affinare la sua mente, imparando la magia e accumulando conoscenza. Escogitò un piano per provare sé stesso a Oryx comunicando con le Divinità Larvali come lui fece una volta; tuttavia, mentre ci riusciva, la maggior parte degli dei lo respinse. Solo Xol, Volontà dei Mille, rimase a garantirgli un'udienza. Temendo un attacco di Yul, il Verme Onesto, Xol fece un patto con il bambino dimenticato: Nokris scambiò il suo cuore per un po' del potere di Xol e del segreto della risurrezione. Oryx apprese presto delle attività di suo figlio ed era furioso: le azioni di Nokris erano sacrileghe in quanto la resurrezione era una violazione eretica della Logica della Spada. Per i suoi crimini, il Re dell'Alveare lo esiliò e rimosse tutti i riferimenti del suo, ormai, disconosciuto figlio dalla Tomba del Mondo e dai Libri del Dolore. Di Nokris rimase solo una statua sull'Astrocorazzata poco prima dell'Altare di Oryx. Ma Nokris era imperturbabile: vide nel suo esilio libertà e opportunità. Informò Xol che avrebbe conquistato il pianeta Marte nel suo nome. Dopo essere arrivati, i due incontrarono la resistenza della Mente Bellica Rasputin, che intrappolò entrambi all'interno del ghiaccio del Bacino di Hellas. Dopo la fine della Guerra Rossa, Nokris e il suo maestro furono svegliati quando il ghiaccio cominciò a sciogliersi. Insieme, cercarono di distruggere Rasputin in modo da poter governare il pianeta. Tuttavia, l'interferenza è arrivata sotto forma dei Guardiani contattati da Ana Bray. Nokris incontrò i Guardiani durante la loro missione di usare un frammento del Viaggiatore come esca per attirare Xol e distruggerlo. Nokris li affrontò in una feroce battaglia, e nonostante il suo potere fu sconfitto. Nokris si ripresentò durante la Stagione degli Arrivi come Supplicante di Savathûn, cercando di interferire nelle operazioni dell'Avanguardia. Venne affrontato e abbattuto presso la Corte della Megera Regina nel Piano Ascendente dal Guardiano. 
Sulhava, Vassallo di Xol
Sulhava è una Maliarda incontrata dai Guardiani mentre spengono gli inibitori neurali di Rasputin.
Xol, Volontà dei Mille
Xol fu una delle Divinità Larvali intrappolate sotto il pianeta Fondamento dal Leviatano, che aiutò a orchestrare l'ascesa di Oryx, il Re dei Corrotti, e la corruzione della razza precorritrice dell'Alveare. Dopo che Oryx uccise Akka, il Verme dei Segreti, Xol iniziò a temere che Yul, il Verme Onesto, si sarebbe rivoltato contro di lui per ottenere la forza necessaria per resistere a Oryx. Fece un patto con il figlio abbandonato di Oryx, Nokris, cosa che portò Oryx a esiliare il figlio, e insieme fuggirono da Fondamento cercando un nuovo mondo da governare. Secoli prima Xol rimase intrappolato sotto il Bacino di Hellas su Marte, prima di essere liberato dai molteplici impatti di Warsat nella regione. Risvegliatosi, Xol e la sua setta, la Presa di Nokris, cercarono di ottenere il controllo di Marte disabilitando la Mente Bellica Rasputin. I loro piani furono interrotti dall'intervento di Zanna di Lupo, che sconfisse Nokris, tentando poi di eseguire un piano del Comandante Zavala per attirare Xol in una trappola con un frammento di Luce del Viaggiatore. Xol apparve davanti al protagonista e lo assalì telepaticamente, uccidendolo sotto le macerie della caverna. Rianimato, Zanna di Lupo lo sconfisse usando un giavellotto Valchiria super-caricato fornito da Rasputin, lasciando la Presa di Nokris senza leader e riducendo il resto del pantheon delle Divinità Larvali da quattro a tre.

### Covata Lucente
Setta dell'alveare comandata da Savathûn, presente nel suo tronomondo, e in grado di usare falene potenziate dalla luce o solo per alcuni individui avere uno spettro, capace di dare la luce a loro portatori e anche di rianimarli.
Savathûn, la Megera Regina
Sathona nacque su Fondamento assieme alle sorelle Xi Ro ed Aurash, figlie del re di Osmio. Essendo il monarca oramai avvizzito dalla follia per via della breve longevità del proto-Alveare, la madre Taox cercò di far assassinare la famiglia reale dai rivali Bevitori di Elio, che però riuscirono ad uccidere solo il re mentre le tre giovani fuggirono, giurando di vendicarsi. Mentre Xi Ro pianificava di rivolgersi a dei mercenari, Sathona sentì dei sussurri dal famiglio verme preso al padre durante la fuga. Questi gli disse che il suo mondo sarebbe stato investito da un cataclisma cosmico chiamato Sizigia, causato dall'allineamento delle lune di Fondamento e che la loro speranza di salvarsi albergava nelle profondità del pianeta. Le sorelle vennero avvisate dal Leviatano, un discepolo del Viaggiatore, che il loro cammino le avrebbe condotte nel Profondo, incontrando orrori da cui non sarebbero più fuggite. Le tre, però, proseguirono ed incontrarono le cinque divinità larvali che offrirono loro potere ed immortalità in cambio di tributi continui. Sathona divenne quindi Savathûn, Dea dell'Inganno, dovendo fornire tributi al verme con manipolazioni e sotterfugi per ottenere potere. Dopo aver aiutato le sorelle con le campagne di guerra contro le razze benedette dal Viaggiatore, la scoperta dell'inganno delle divinità larvali e del Testimone ed aver ricevuto la mente Vex corrotta Quria da Oryx, Savathûn iniziò a studiare un modo per liberarsi dal ciclo dei tributi dei vermi. per lungo tempo sarà considerata la principale nemesi dell'Avanguardia e si prenderà gioco di essa con la sua astuzia per gran parte della saga, arrivando persino ad ottenere la Luce nell'espansione La Regina dei Sussurri. Nella campagna di La Forma Ultima si unisce all'esercito della Coalizione come alleata temporanea per distruggere definitivamente il Testimone, per poi decidere di rimanere nel Pallido Cuore, rimanendo comunque un personaggio non del tutto positivo.
Alak-Tul, Lama di Luce
Redivivo rivale di Oryx, rinato come Portatore di Luce da uno spettro e ora al servizio Savathûn nel tronomondo. Viene incontrato dai Guardiani nel tempio dedicato al Re dei Corrotti, dove la Megera Regina lo ha messo a sorvegliare l'incisione delle Tavole della Rovina. Come nella sua vita passata, insegue i suoi bersagli per colpirli con la sua enorme ascia, potendo anche sparare dalla mano delle sfere ad Arco esplosive. Dopo che scende a metà vita, sempre come sul primo capitolo, perde il casco e inizia a caricare in maniera molto più aggressiva.
Braccio destro di Savathûn
Maliarda Lucente a capo degli esperimenti eseguiti nel Laboratorio Farmaceutico nel tronomondo, viene affrontata e uccisa dal Guardiano mentre recupera il frammento della prigione di cristallo in cui Savathûn era rinchiusa alla Città Sognante.
Luzaku
Maliarda Lucente presente nel settore perduto della Fioritura nel Pallido Cuore. Luzaku era stata incaricata di infiltrarsi nella Flotta Nera quando il Testimone attaccò il Viaggiatore nell'orbita della Terra, ma lei e la sua covata vennero trascinate nel Pallido Cuore. Giunta nello strano regno del Viaggiatore, Luzaku si discostò dal resto della sua covata, volendo rinunciare alla violenza e studiare la Luce per cercare uno scopo differente. Si dimostra amichevole nei confronti dell'Avanguardia e partecipa allo scontro finale contro il Testimone.

## Vex

### Correttivo Hezeno
Il Correttivo Hezeno è una delle unità dei Vex. Situato principalmente su Venere il suo obiettivo primario è quello di cercare e distruggere il Casato dell'Inverno, oltre a studiare la tecnologia dell'Età dell'Oro. Molti ritengono che il Correttivo sia un fattore di cambiamento, progettato per risolvere problemi e per ricreare il mondo in una forma idonea al pensiero Vex. Altri affermano che il Correttivo sia semplicemente una distrazione tattica, per distogliere l'attenzione dalle azioni del Protettivo Hezeno. Il loro colore è il piombo scuro.
Sekrion, Mente del Nexus
Sekrion è una Mente con il corpo di una gigantesca Idra che, rispetto a quelle normali, appare altamente tecnologica. Il suo compito è quello di trasformare Venere in una delle tante macchine dei Vex. Dopo la Crisi della SIVA i Vex lo hanno ricostruito utilizzando la tecnologia della Volta di Vetro che gli permette di usare il Marchio del Vuoto, il quale uccide allo scadere del tempo tutti i guardiani ma può essere disattivato in una pozza di luce.
Il Templare
Il Templare è un'Idra estremamente potente presente nella Volta di Vetro. A differenza delle normali Menti Axis, il Templare è una creatura fuori dal tempo, e può quindi manipolare la realtà in base agli Oracoli, proteggendo le sezioni più profonde della Volta.

### Protettivo Hezeno
Il Protettivo Hezeno forma la seconda più grande unità comportamentale Vex presente su Venere, concentrato attorno alla Volta di Vetro e ai Passi Infiniti, dove si trova un immenso portale Vex e il punto d'accesso alla Cittadella. Le attività del Protettivo vanno oltre le semplice misure difensive, lavorando per il completamento di un progetto colossale di natura sconosciuta. Il loro colore è l'ottone con strisce bianche.
Zydron, Guardiaporta
Zydron è un Minotauro che protegge i Passi Infiniti. Secondo gli stregoni Zydron esiste tipicamente in uno "stato liminale," tra più porte o terminali, e anima il corpo solo in caso di necessità, ed essendo un Guardiaporta deve mantenere i regni Vex fuori dal tempo.

### Proibizione Virgo
La Proibizione Virgo è un insieme di Vex aggressivi e implacabili situati su Marte che attaccano la zona d'interdizione Cabal, dove nonostante le continue perdite alcuni pensano che siano solo una copertura per un piano strategico più profondo. Il loro colore è il blu.
Mente Proibitiva
La Mente Proibitiva è un Minotauro che coordina gli attacchi dei Vex contro la postazione Cabal nella Baia Meridiana nella metropolitana sotto Libernia.
Vekron, la Mente conduttiva
Vekron è un'Idra con all'interno una grande quantità di energia ad Arco, necessaria ai guardiani Stregoni per seguire il percorso degli Evocatempeste.

### Divisione Sol
La Divisione Sol si tratta di un'unità Vex che risiede in stasi all'interno del Giardino Nero. A causa del tempo trascorso sui loro corpi si è formato del muschio; inoltre, sulle loro teste sono presente degli anelli. In quanto residenti del Giardino Nero, dove è presente il cuore, sono i Vex che ostentano comportamenti religiosi molto evidenti. A seguito dell'arrivo delle Piramidi nel Sistema Solare, si scoprì che la Divisione Sol era subordinata al Testimone, agendo per i suoi interessi. La loro dissonanza dagli altri Vex portò gli altri collettivi a scontrarsi contro di loro.
La Mente Intramontabile
La Mente intramontabile è una Mente con il corpo di un'Idra creata dai Precursori. Quando il cuore del Giardino Nero è stato distrutto dai guardiani, la Mente intramontabile si è attivata, con il compito di far rivivere il cuore e sigillare di nuovo il Giardino Nero. A differenza delle altre Idre ha ben tre scudi che la proteggono. Tornò in vita a seguito del risveglio della Piramide sulla Luna durante gli eventi di Ombre dal Profondo, nascondendosi tra le linee temporali ed usando copie di sè per ostacolare i Guardiani, venendo però infine abbattuta.
Mente Consacrata, Sol Interno
Una Mente dall'aspetto di arpia sofisticata, simile alla Mente Ristorativa Theosyon ma con parti vegetali e placche di pietra sull'involucro che proteggono il nucleo, schermandolo dai danni. Primo boss del Raid Giardino della Salvezza, viene inizialmente elusa dai Guardiani, per poi venire attirata da questi tramite dei ripetitori di segnale che le fanno esporre il nucleo.
Mente Santificata, Sol Interno
Enorme Minotauro alterato dall'energia paracausale dell'Oscurità, rivestito di placche di pietra e con gli occhi ora presenti sulla spalla sinistra e sulla gamba destra, incaricato di sorvegliare una statua velata delle Piramidi nel Giardino Nero. Boss finale del Raid Giardino della Salvezza, viene affrontato dai Guardiani in un lago di radiolaria Vex, dove può cancellare le piattaforme su cui la squadra si trova durante lo scontro. Una volta distrutto, invece di cadere a pezzi come gli altri Vex, viene pietrificato.
Akelous, Corrente delle Sirene
Primo boss del Dungeon Pinnacolo dell'Osservatrice, questa arpia ha lo stesso aspetto della Mente Consacrata e viene affrontata in cima al Pinnacolo Ares, dove è stata mandata dal Testimone per rubare i dati della struttura. Per poterla danneggiare è necessario sfruttare i ripetitori ad arco per attirarla, facendo esporre il suo nucleo.
Persys, Rovina Pimordiale
Boss finale del Dungeon Pinnacolo dell'Osservatrice, questa mente dall'aspetto di una Viverna Vex viene affrontata nella sala del reattore ad arco del Pinnacolo Ares, dove è stato mandato per sovraccaricare e distruggere la struttura dopo il furto dei dati da parte di Akelous. Per poterlo danneggiare, i Guardiani devono attirarlo nella sala del reattore ad arco e chiuderlo dentro, scaricando l'energia per mandare in cortocircuito lo scudo che lo protegge.
Akardon, Mente Impietosa
Boss finale della missione esotica Sotto Contraria Stella, questa Idra Vex, durante la Stagione dei Desideri, scoprì come simulare la manipolazione delle linee astrali delle tecnidi insonni, permettendo alla Divisione Sol di rapire dalla Tana di Riven il quarto uovo della covata del drago. Viene affrontata e distrutta dal Guardiano nel luogo in cui Taranis e Riven crearono la loro tana nascosta nel Giardino Nero.

### Progenie di Sol
Sono tre Menti Vex attivate dall'energia del cuore del Giardino Nero. Si tratta di tre enormi Minotauri che servono come contenitori del potere del cuore e vengono rappresentanti con gli aspetti di tre divisioni dei Vex che simboleggiano il passato, il presente e il futuro: la Mente primordiale i Precursori, la Mente dell'Eschaton la Divisione Sol e la Mente imminente i Discendenti. Secondo l’Oratore il loro scopo era quello di espandere i poteri della Volta di Vetro nel resto del Sistema Solare.
Qodron, Guardiaporta
Qodron è un Minotauro Guardiaporta dotato dell’energia del cuore del Giardino Nero che si trova nella Prigione degli Anziani. A differenza degli altri prigionieri, Qodron e i suoi servi vennero nella prigione deliberatamente, prevedendo un futuro glorioso raggiunto solo con l'uccisione di una "Luce" (forse il Guardiano) che era destinata ad apparire nella prigione. È in grado di intrappolare i Guardiani in delle bolle che prosciugano la vita; durante il combattimento compariranno dei Goblin noti come Occhio di Qodron i quali, se sconfitti, consentiranno l’effetto Spezza sbarre, in grado di aumentare i danni per distruggere le bolle.

### Aphix Invasiva
L'Aphix Invasiva è una forza di sicurezza Vex incaricata di proteggere i loro leader e importanti strutture. Si riconoscono dalle cornici rosse e dalla presenza di molteplici picchi.

### Precursori
Chiamati anche Sol Primordiale, i Precursori sono la versione passata dei Vex, caratterizzati dalle loro cornici d'argento e bianco e dal copricapo angolare.
Minotauro astromente
Uno dei servi di Qodron nella Prigione degli Anziani, i Minotauri astromenti mirano a garantire il piano enigmatico del loro padrone. Nella Sfida degli Anziani può catturare i guardiani in bolle che devono essere distrutte rapidamente prima che li eliminano.
Atheon, confluenza temporale
Nei meandri più oscuri della misteriosa Volta di Vetro risiede Atheon, un Minotauro Vex Precursore in cui confluiscono spazio e tempo. Non si sa se sia il custode della volta oppure è una creazione della volta stessa. Atheon è uno dei Vex più potenti dell'universo, ed è in grado di controllare il tempo e di far sparire un essere vivente dal corso dell'esistenza grazie al potere ontologico degli oracoli. È il centro della rete di Confluenza Vex, che si estende attraverso lo spazio e il tempo, conferendogli quindi una sorta di onnipresenza, come parte di un progetto più ampio per cercare di dare ai Vex il controllo sulla struttura stessa dell'universo. Alcuni credono che Atheon possa essere la chiave per scoprire la verità sui Vex. In passato, la squadra di guardiani capitanata da Kabr esplorò la Volta di Vetro, ma non riuscì mai ad arrivare viva di fronte a questo temibile Vex.
Theosyion, la Mente ristorativa
Theosyion è una Mente Axis con il corpo di un'Arpia molto più avanzata del normale che si attiva quando un nodo importante della rete Vex si spegne: in questo caso il suo compito è portare Sekrion dal passato nel presente per riprendere la trasformazione di Venere in una macchina. Le tre parti che compongono il corpo possono formare uno scudo che protegge il nucleo, dotato inoltre di mitragliatrici ad Arco. Come le Gorgoni possiede lo Sguardo della Gorgone, che però eliminerà il bersaglio nel suo raggio d'azione.
Dendron, Mente radicale
Dendron è una Mente Axis con il corpo di un massiccio e sofisticato Ciclope residente nel passato simulato della Foresta Infinita, della quale è il creatore; si scopre, inoltre, che fu Dendron a creare Panoptes. A differenza dei normali Ciclopi, Dendron può spostarsi su una rotaia intorno alla arena, rendendo più difficile colpirlo e schivare i suoi attacchi. Può proteggersi con dei Minotauri schermati e sparare sfere soppressive a vuoto che possono bloccare le abilità dei bersagli.

### Discendenti
Chiamati anche Sol Imminente, i Discendenti sono la possibile versione futura dei Vex, caratterizzati dai corpi marroni e neri e dalle teste ad anello.
Le Gorgoni
Le Gorgoni sono un gruppo di nove (a volte tredici) Arpie che risiedono all'interno della Volta di Vetro. Sono descritte come un'"arma ontologica": esseri capaci di riscrivere la realtà a loro vantaggio. Le loro abilità, però, sono apparentemente limitate alla Volta. Se una Gorgone rileva un guardiano attiverà lo Sguardo della Gorgone che, dopo dieci secondi, può uccidere tutta la squadra.
Methodios, proxy modulare
Methodios è un Minotauro a capo di un gruppo di Discendenti su Mercurio.

### Collettivo Sol
Un collettivo dei Vex senza nome presente dapprima su Nessus, Mercurio ed Io e poi divenuto la principale presenza generale dei Vex nel sistema solare. 
Hapax, la Mente convergente
Hapax è la prima nuova Idra incontrata dal Guardiano e dallo Spettro quando scendono nelle profondità di Nessus cercando di salvare Cayde.
Acanthos, Guardiaporta
Acanthos è un Minotauro Guardiaporta trovato dai Guardiani in uno scontro con i Caduti del Casato del Crepuscolo.
Minotauro Network e Ciclope Network
Due Vex posti a guardia della rete di Nessus. Vengono attivati quando lo Spettro cerca di usare la potenza di calcolo computazionale di Failsafe per hackerare il nucleo cibernetico del pianeta e rubare quante più informazioni possibili dalla rete Vex. Il Minotauro cercherà di eliminare i Guardiani, mentre il Ciclope si troverà a guardia della prigione spazio-temporale in cui è rinchiusa Failsafe.
Mente network
Un'Idra posta a guardia della rete del collettivo Vex su Nessus. Quando muore afferma brevemente che teme la Luce del Guardiano, poiché è una cosa che i Vex non possono simulare.
Viadon, Mente Inquisitrice
Viadon è un'Idra incaricata di raccogliere informazioni sul Progetto Mente Bellica.
Protheon, Mente modulare
Protheon è un Minotauro Vex situato all'interno di Nessus. La Legione Rossa riuscì a scoprire la sua esistenza e cercò di scavare con una trivella nel punto in cui era situato per catturarlo e usarlo come arma. La battaglia contro di lui si svolgerà in tre fasi che porteranno sempre più all'interno del planetoide, con Protheon che cambierà armi ad ogni livello.
Brakion, Mente della Genesi
Brakion è una Mente Axis nel corpo di un gigantesco Hobgoblin con lo scopo di trasformare gli obbiettivi dei Vex nelle loro macchine e alterare la realtà all'interno del Pyramidion. In passato Asher Mir combatté contro questo Vex ma finì per farsi trasformare il braccio destro e il suo Spettro. Brakion viene nuovamente incontrato nella missione esotica //NODE.OVRD.AVALON//, dove è stato ripristinato nella rete Vex per cacciare e cancellare Asher Mir. 
Panoptes, Mente infinita
Panoptes è una potente Mente Axis con il corpo di una gigantesca e più sofisticata Idra - possiede infatti due braccia, una testa angolare e dei filamenti simili ad ali -  che si trova all'interno della Foresta Infinita su Mercurio, sovrintendendo le realtà simulate generate dalla Foresta Infinita e usandole per plasmare le strategie del Vex nell'universo "reale", ed è il principale antagonista de La maledizione di Osiride. Panoptes fu tra i primi Vex a essere creati su Mercurio, e fu proprio lui a trasformare il pianeta in una delle gigantesche macchine dei Vex. Il suo compito, tuttavia, è far diventare realtà il desiderio dei Vex: un futuro in cui i Vex regnano sovrani, la Luce e l'Oscurità non esistono più e le altre forme di vita vengono distrutte. A causa di ciò, il guardiano esiliato Osiride cercò continuamente di prevenire questo futuro, riuscendo solo a rallentare i suoi progressi. Tuttavia, i piani di Panoptes entrarono in una nuova fase dopo il risveglio del Viaggiatore, e Osiride mandò il suo Spettro Sagira per cercare aiuto. Quell'aiuto si rivelò essere il Guardiano, che iniziò a interrompere gli sforzi di Panoptes. Quando Sagira fu in grado di localizzare il suo covo, Panoptes la catturò per impedire al Guardiano di raggiungerlo, bandendolo contemporaneamente dalla Foresta Infinita. Tuttavia, il Guardiano riuscì comunque a entrarvi di nuovo grazie a Ikora e affrontò la potente Mente Axis. Anche se fu in grado di sconfiggere le sue legioni di simulazioni delle varie razze, il Guardiano non riuscì a danneggiare Panoptes; ma proprio quando il Vex stava per eliminarlo Osiride stesso e molte delle sue proiezioni intervennero, fermando e annullando le difese di Panoptes e costringendolo a rivelare il suo "occhio", il suo unico punto debole. Con l'aiuto di Osiride, il Guardiano riuscì a danneggiare e poi distruggere per sempre la Mente infinita, liberando Sagira e impedendo il futuro oscuro.
Argos, nucleo planetario
Argos è una potente Mente Axis con il corpo di una gigantesca Idra, responsabile della conversione di Nessus. Quando il Leviatano cominciò a consumare Nessus risucchiò Argos insieme a molti Vex. La Barriera dell'Idra provocò un blocco che paralizzò il congegno di consumazione del Divora-mondi portandolo a un sovraccarico. L'imperatore Calus decise di chiedere l'aiuto dei Guardiani affinché eliminassero la Mente Vex. Dopo essere scesi nelle profondità della nave e aver eliminato prima la sua barriera e poi Argos stesso, i Guardiani stavano quasi per essere consumati dal nucleo del Leviatano quando vennero salvati da Calus.
Agioktis, Mente Martire
Agioktis è un'enorme mente vex, simile a Brakion per il corpo da Hobgoblin gigante, originale responsabile della morte di Saint-14 nella Foresta Infiinita. Fu programmato con estrema fatica dai Vex per poter sopprimere specificatamente la Luce di Saint in modo da poterlo eliminare. In origine riuscì nel suo scopo ma quando Osiride programmò la Meridiana per permettere al Guardiano di trovare Saint, venne distrutto, impedendo la morte di Saint-14.

## Cabal

### Mangiatori di Sabbia
I Mangiatori di Sabbia sono la formazione Cabal più grande e più comunemente incontrata su Marte, combattendo in prima linea contro i Vex. Hanno tattiche e morale più deboli rispetto alle altre formazioni, ma combattono con feroce determinazione. Possono essere identificati dalla loro armatura bianca e verde.
Bracus Tho'ourg
Bracus Tho'ourg è un Centurione divenuto noto per aver conquistato la Città Sepolta con solo una minuscola frazione delle forze Cabal su Marte.
Bracus Tha'aurn
Bracus Tha'aurn è un Centurione che ha sviluppato un certo interesse verso i relitti dell'Età dell'Oro. È sempre accompagnato da un gruppo di Psionici, verso cui Tha'aurn sembra esercitare un certo dominio.

### Giganti della Polvere
I Giganti della Polvere vengono reclutati dai veterani della fanteria dei Mangiatori di Sabbia come riserve mobili e come forze d'urto, messi in campo per smorzare le brutali offensive Vex e per rinforzare le truppe che subiscono ingenti perdite. Possono essere identificati dalla loro armatura verde scuro con finiture gialle.
Valus Ta'aurc
Valus Ta'aurc è un Colosso comandante dei Bovi dell'Assedio, divenuto noto per aver conquistato più terre marziane di qualunque altro comandante Cabal con il suo carro terrestre imperiale.

### Bovi dell'Assedio
I Bovi dell'Assedio sono un'unità speciale d'assalto schierata per ottenere il controllo e creare fortificazioni in zone rischiose. Possiedono una maggiore libertà operativa rispetto alle altre unità e gli ingegneri mostrano comportamenti simili a sfide di demolizione. Possono essere identificati dalla loro armatura blu e gialla.

### Legione Cieca
La Legione Cieca è un distaccamento élite dei Cabal presente nel cuore delle battaglie contro i Vex e con il compito di difendere i reperti strategici rubati ai Vex e mantenere il controllo delle postazioni con fanatico ardore. Possono essere identificati dalla loro armatura grigio scuro con teschi bianchi, anche se i Centurioni sono più arancioni e i Colossi più bianchi.
Primus Sha'aul
Primus Sha'aul è un Centurione che ha sviluppato un certo interesse verso i Vex, mettendo molte volte a rischio la sua flotta.

### Mietitori del Ghiaccio
I Mietitori del Ghiaccio sono un distaccamento Cabal comprendente solamente tre Scuoiatori Psionici: Kolar, Numoch e Vatch, dotati di tre tipi di scudi e di abilità più potenti dei normali Psionici, capaci di mettere in seria difficoltà anche una Mente Bellica come Rasputin e, secondo gli stregoni, di aver deviato Phobos dalla sua orbita, per poterla rilasciare e utilizzare come un'arma.

### Legione Infranta
La Legione Infranta non è una vera forza Cabal ma un insieme di rinnegati che finirono prigionieri nella Prigione degli Anziani.
Val Aru'un
Val Aru'un è un Centurione presente nella Prigione degli Anziani. Anche se la sua promozione al suo rango attuale non potrà mai essere considerata ufficiale da parte del Comando Cabal, i compagni prigionieri lo considerano un Val degno di essere seguito. Nella Sfida degli Anziani possiede uno scudo che può essere disabilitato uccidendo gli Scuoiatori Psionici.
Valus Trau'ug
Valus Trau'ug è un Centurione all'interno della Prigione degli Anziani e comandante della Legione Infranta. Trau'ug aveva chiesto il permesso dal comando supremo Cabal di attaccare l'Atollo, ma gli fu negato. Impaziente, percependo la debolezza degli Insonni, lui e i suoi soldati uccisero gli ufficiali e attaccarono l'Atollo, ma furono tutti catturati. Nonostante la prigionia, la sete di sangue e la padronanza di strategie di guerra di Trau'ug sono intatte e le usa verso chiunque osi sfidarlo. Il suo scudo si rigenera, dopo dieci secondi essere stato distrutto, cambiando elemento.

### Bruciatori del Cielo
I Bruciatori del Cielo sono una flotta di demolizione su scala universale con base su Phobos presenti in numero limitato su Marte, guidati da Primus Tau’un e dai suoi fratelli Valus Tlu’urn e Valus Mau’ual. A seguito dell’attacco dei Corrotti alla loro base su Phobos, proprio mentre stavano per iniziare un attacco su vasta scala sulla Città, ricevettero l’ordine di catturare l’Astrocorazzata e uccidere Oryx. Tuttavia Tau’un venne corrotto da Oryx, finendo ucciso dai Guardiani, e Tlu’urn e Mau’ual, nel tentativo di far esplodere il nucleo della nave, seguirono il suo stesso destino. Possono essere identificati dal loro armatura rossa e blu, con caratteristica più unica la cresta sui loro caschi; gli Psionici sono più curvi.
Valus Tlu'urn e Valus Mau'ual
Valus Tlu'urn e Valus Mau'ual sono due comandanti Cabal e fratelli di sangue di Primus Ta'aun, facenti parte della squadra da sbarco a bordo della Dantalion Exodus VI, la nave da guerra dei Bruciatori del Cielo sull'Astrocorazzata. Sia come una mossa per costringere l'Alveare ad arrendersi o per vendicare la perdita di Primus Ta'aun, Tlu'urn e Mau'ual raggiungono il nucleo energetico dell'Astrocorazzata, minacciando di distruggerlo con conseguente distruzione della metà del sistema solare. Valus Tlu'urn presenta un massiccio cannone ad Arco sulla sua schiena ed è in grado di creare un'enorme cupola che lo protegge dagli attacchi, mentre Valus Mau'ual è in grado di muoversi molto più velocemente grazie ai suoi jetpack e preferendo attaccare in mischia tramite il suo guanto a energia Solare. La battaglia si dividerà in tre fasi: le prime due saranno scontri singoli con i boss, mentre la terza li vedrà combattere insieme. A seconda di chi venga sconfitto per primo il restante si potenzierà con la sua armatura: Tlu'urn ottiene il guanto e i jetpack, che gli permettono di attaccare con un attacco ad area e spostarsi a distanze maggiori, e Mau'ual ottiene le due parti laterali del cannone, in grado di far piovere delle salve di missili esplosivi.

### Legione Rossa
L'imperatore Calus nominò un giovane Ghaul Primus della Legione Rossa, dove i suoi talenti sarebbero stati utilizzati al meglio. Per il suo albinismo, Ghaul divenne noto come il Primus fantasma e sotto il suo comando la Legione Rossa divenne leale a Ghaul, anche quando lanciò il colpo di Stato contro Calus. Da allora la Legione Rossa conquistò centinaia di mondi agli ordini di Ghaul, schierando l'Onnipotente contro coloro che si rifiutarono di arrendersi. Si disse che non avevano mai fallito una volta. La Legione arrivò nel Sistema Solare in risposta alla richiesta di soccorso dei Bruciatori del Cielo durante la Guerra dei Corrotti e attaccò l'Ultima Città lanciando un'invasione a sorpresa, riuscendo a conquistarla e a sterminare i Guardiani dopo averli privati della Luce del Viaggiatore, e sotto ordine di Ghaul, diventato Dominus e leader supremo dell'impero Cabal, sarebbero divenuti i nuovi Guardiani. Dopo l'attacco la Legione Rossa iniziò a occupare rapidamente il Sistema Solare, tentando persino di scavare le antiche rovine Vex su Nessus, dissotterrando la Mente Axis Protheon. Dopo la morte di Ghaul, i sopravvissuti dell'Onnipotente iniziarono a occupare attivamente Mercurio, trovandosi in una situazione di stallo con i Vex. I soldati della Legione Rossa, come suggerisce il nome, presentano armature di colore rosso e utilizzano una tecnologia molto più avanzata rispetto ai distaccamenti precedenti. La struttura gerarchica e i metodi di combattimento della Legione Rossa sono palesemente ispirati all'antica civiltà romana.
Pashk, la Volontà Ardente
Pashk è un Incendiario che fa parte della Guardia Insanguinata e cercherà di fermare il Guardiano nella sua avanzata sull'Immortale.
Brann, la Lama Inflessibile
Brann è un Centurione di alto rango incontrato dal Guardiano sull'Immortale.
Kreth, il Fuococeleste Vivente
Kreth è un Legionario che fa parte della Guardia Insanguinata incaricato di proteggere le turbine che generano lo scudo dell'Immortale.
Dominus Ghaul
Ghaul nacque orfano ed emarginato a causa del suo albinismo e dalla sua debolezza. Come era consuetudine per i Cabal verso i loro simili più deboli, Ghaul fu abbandonato e lasciato morire, tuttavia fu trovato dal Console, uno studioso aristocratico e disonorato, che decise di crescerlo e insegnargli nella speranza che un giorno avrebbe rovesciato l'Imperatore Calus; in particolare il Console insegnò a Ghaul del Viaggiatore e instillò in lui la convinzione che i Cabal meritassero il suo potere di diritto. Ghaul sapeva come il Console lo stava usando ma lo accettò come un giusto scambio per la sua educazione. Ghaul attirò per la prima volta l'attenzione di Calus come un nuovo combattente nel suo Colosseo. Durante la sua carriera, Ghaul continuò ad associarsi con il Console e con lui iniziò a organizzare un colpo di Stato con l'aiuto di alcuni dei più stretti alleati e consiglieri dell'Imperatore. Quando arrivò il momento, a notte fonda, Ghaul, il Console e la Legione Rossa invasero personalmente la corte di Calus e lo arrestarono. L'Imperatore e i suoi sostenitori furono portati nel Leviatano, sigillati all'interno e esiliati nello spazio lungo un corso pre-programmato, poiché era troppo popolare per essere giustiziato apertamente. Dopo che Calus se ne fu andato, Ghaul si nominò Dominus e capo di un nuovo regime Cabal, che vennero militarizzati divenendo conquistatori. Sarà l'antagonista principale dell'arco narrativo della Guerra Rossa.
Il Console
Il Console era una figura con stretti legami con il Pretorio Cabal. Quando il Pretorio fu rovesciato dall'Imperatore Calus, il Console perse tutto il suo potere e la sua influenza e fu personalmente disonorato ed esiliato dal nuovo Imperatore. Ad un certo punto si imbatté in Ghaul, un giovane orfano che era stato lasciato a morire. Affamato di vendetta e rendendosi conto che Ghaul sarebbe stato uno strumento utile, lo educò e instillò i suoi ideali odiosi in Ghaul, trasformandolo in uno spietato signore della guerra. Migliaia di anni prima della Guerra Rossa, il Console ideò il colpo di Stato per rovesciare Calus. I più stretti alleati e consiglieri dell'Imperatore lo tradirono e fecero di Ghaul il nuovo Dominus dell'impero Cabal. Troppo popolare per ucciderlo, Calus fu invece esiliato sul suo Leviatano. Con Dominus Ghaul ora a capo dei Cabala il Console divenne il suo consulente più fidato e amico di tutta la vita. Sarà un antagonista secondario nell'arco narrativo della Guerra Rossa. 
Drusk, il Pugno Frantumato
Drusk è un Centurione che guida una forza Cabal nell'imboscata tesa dal Guardiano facendo scontrare i Cabal con i Caduti.
Thumos, l'Incolume
Thumos è un Centurione che fa parte della Guardia Insanguinata, responsabile della morte dei migliori compagni di Hawthorne e uno dei più fidati luogotenenti di Ghaul. Il Guardiano lo sconfiggerà ottenendo i codici chiave per usare una navetta per avvicinarsi all'Onnipotente e vendicando i compagni di Hawthorne.
Prusk, l'Ineguagliabile Maul
Prusk è un Colosso dotato di uno scudo indistruttibile generato dagli Psionici che sono riusciti a manipolare l'energia dei Corrotti.
Bracus Zahn
Bracus Zahn è un Centurione trafficante d'armi che si distingue per la sua insolita armatura verde. Ha iniziato a rivendere armi alla Legione Rossa, e proprio a causa di questo l'Avanguardia inviò dei Guardiani a eliminarlo. Durante lo scontro Zahn darà sfoggio del suo arsenale prima inviando enormi contingenti di Cabal, per poi, durante lo scontro sopra la nave Cabal, alternare il suo fucile Slug con un fucile da cecchino in grado di provocare seri danni.
Valus Thuun
Valus Thuun è un Centurione, in realtà una simulazione dei Vex di un loro precedente scontro con i Cabal comandati da Thuun. La simulazione venne in seguito cambiata facendo si che il Cabal impedisse ai Guardiani di prendere la mappa della Foresta Infinita distruggendola. Valus Thuun è dotato di un'armatura molto più sofisticata (con uno stile di combattimento che ricorda Valus Mau'ual), un fucile slug che spara più velocemente e un fucile a concussione che spara colpi ad Arco in grado di respingere i nemici.
Valus Traud, Proxy
Simulazione del Colosso Valus Traud all'interno della Foresta infinita creata dai Vex per ottenere più dati sui Cabal.
Kargen, il Tecnocrate
Kargen è un ufficiale Psionico di alto rango, inviato a sfruttare il potere della tecnologia Vex su Nessus.
Val Ca'uor
Val Ca'uor è un ex Val che, a seguito della sconfitta di Ghaul, approfittò del vuoto di potere per diventare il nuovo Dominus della Legione Rossa. Dopo che Xol fu sconfitto su Marte, Val Ca'uor guidò una flotta contro il Leviatano per uccidere l'imperatore Calus e prendere la nave per gli scopi della Legione Rossa. Le sue forze occuparono la Guglia delle Stelle, infliggendo molte perdite Lealiste. Tuttavia, una squadra di Guardiani fu inviata da Calus in risposta, fecero irruzione nella guglia e uccisero molte delle truppe e comandanti della Legione Rossa. Ca'uor fu intercettato all'Osservatorio Celestiale proprio quando colpì uno dei proxy robotici di Calus. Nella battaglia successiva, fu sopraffatto dalla squadra mentre distruggevano la sua flotta.

### Lealisti
I Lealisti sono i Cabal rimasti fedeli a Calus e che lo seguono nel suo esilio a bordo del Leviatano; nel corso dei suoi viaggi altre razze si sono unite ai Lealisti e Calus ha formato il corpo delle Ombre, guerrieri d'élite di varie razze che hanno avuto il compito di scovare e uccidere i cospiratori di Calus. Dopo la morte di Dominus Ghaul, Calus ha esteso la possibilità di unirsi alle sue forze ai soldati della Legione Rossa ormai demoralizzati. Anche i Guardiani, dopo aver superato le sfide sul Leviatano e un clone robotico di Calus, sono stati invitati a farne parte. Possono essere identificati dalla loro armatura viola e oro.
Bestie Reali
Le Bestie Reali sono una razza più potente delle Bestie da Guerra il cui compito è sorvegliare i Giardini del Piacere. Se individuano un Guardiano rilasceranno tutti un urlo psionico che ucciderà tutti i giocatori che non hanno raggiunto la stanza di sicurezza. Le Bestie Reali sono formate da Aru'un, B'ael, M'orn, Ta'aurc, Tho'ourg e Va'ase, cui si aggiungono nella versione difficile Gra'ask e Za'ahn.
Imperatore Calus
Molti anni prima dell'invasione del sistema solare, Calus guidò una rivoluzione populista per espellere l'aristocrazia militare conosciuta come Pretorio dal potere e divenne Imperatore. Al suo fianco durante la rivoluzione si trovava il suo vecchio amico e protettore Shayotet, che fermò numerosi tentativi di uccidere Calus. Sotto il suo dominio, l'impero Cabal divenne sede di edonismo e baldoria onnicomprensiva. Le sue realizzazioni in quel periodo comprendevano la ridistribuzione della ricchezza del Pretorio alla gente, la concessione della cittadinanza alle Legioni imperiali e l'abbattimento di varie minacce aliene come i Sindu, i Clipse e la Macchina OXA degli Psionici. Tuttavia, quando la macchina OXA fu ricostruita dallo Psionico Otzot, Calus fu abbastanza impressionato dal suo genio che gli ordinò di custodire la macchina e tenne un festival in suo onore, elevando Otzot alla sua corte come Sognatore Imperiale. Il suo regno non era privo di problemi personali: Calus era diffidente nei confronti di Umun'arath, il suo generale, per la sua paranoia e la fissazione ossessiva sulla guerra. La sua stessa figlia ed erede, Caiatl, crebbe allo stesso modo nonostante i suoi sforzi. Uno dei piaceri di Calus era il Colosseo, e un giorno un gladiatore albino di nome Ghaul fece la sua prima apparizione lì. L'abilità paziente e la colorazione insolita di Ghaul lo resero presto uno dei preferiti di Calus, e l'Imperatore alla fine lo rese Primus della Legione Rossa, dove i suoi talenti sarebbero stati utilizzati meglio. Calus crebbe e si affezionò a Ghaul come a un figlio, e credette che fossero spiriti affini in quanto entrambi immaginavano un mondo più nuovo e più perfetto. L'associazione di Ghaul con il Console e i membri del Pretorio lo preoccupava, ma non abbastanza. Dietro le sue spalle, Ghaul stava organizzando un colpo di Stato con il Console e alcuni amici e consulenti più stretti di Calus: Umun'arath, Shayotet, Otzot, Moli Imoli, Iska'al e Caiatl. Ghaul lanciò il suo colpo nel cuore della notte. Con l'Imperatore troppo popolare per essere semplicemente giustiziato, Ghaul, la sua Legione Rossa, e il Console arrestarono Calus e un numero imprecisato di sostenitori nella sua stessa corte ed esiliato a bordo del Leviatano, portandoloo lontano dall'Impero lungo un corso pre-programmato. Sul Leviatano Calus venne preso dalla disperazione per un periodo di tempo sconosciuto fino a quando uno strano evento lo scosse dal suo torpore. Il Leviatano si era scagliato contro una distesa di nulla assoluto, mettendo in corto circuito i sistemi di navigazione e il corso che i cospiratori avevano stabilito. Calus guardò nel vuoto e arrivò a capire, credendo di essere stato scelto per compiere una grande vittoria in suo nome. Da quel momento in poi Calus cambiò e prese il controllo del proprio destino giurando vendetta. Con il controllo del Leviatano nelle sue mani, Calus partì per un lungo viaggio, visitando strani regni e antiche rovine. Questo cementò sia la sua convinzione che la sua filosofia edonistica era corretta e il suo intento di riconquistare il suo impero. Lungo la strada riunì le forze per rafforzare i suoi Lealisti, creò le Ombre come suoi campioni d'élite, si alleò con varie razze aliene come i Clipse e i Sindu, e inviò messaggi promettendo che chiunque avesse ucciso i suoi cospiratori avrebbe ricevuto grandi ricchezze e gloria. Alla fine stabilì un percorso per il sistema solare, che la Legione Rossa stava progettando di attaccare. Mandò le sue Ombre ad assassinare Ghaul e fallì, ma apprese che altri guerrieri nel sistema potevano servire ai suoi scopi. Calus usò il Leviatano per consumare pianeti e macinare il loro suolo in polvere per creare un "vino reale". Questo viene fatto mescolando il terreno con un Nettare reale psionicamente potente, in modo da migliorare i poteri psionici di Calus. Dopo la morte di Ghaul, Calus arrivò nel Sistema Solare e immediatamente si mise al lavoro per reclamare l'impero. Diede agli elementi della Legione Rossa ormai dispersi la possibilità di "unirsi al regime lealista", mandandoli in missione per raccogliere dati geologici su Nessus, in modo da convertire il suolo del pianeta per creare un nuovo vino reale. Calus estese il suo invito anche ai Guardiani che avevano ucciso Ghaul, i quali accettarono la sfida e, dopo un lungo viaggio attraverso il palazzo di Calus e sconfiggendo i suoi Lealisti, lo incontrarono di persona nella sua sala del trono. Affrontando l'imperatore i Guardiani scoprirono che il Calus che stavano affrontando era in realtà un clone robotico. Indipendentemente da ciò riuscirono a distruggerlo, ma prima Calus si vantò del suo potere e pretendeva di conoscere la "vera verità" sulla galassia e lo scopo del Viaggiatore. Ciò nonostante ricompensò i Guardiani per aver completato la sua sfida e offrì loro un posto al suo fianco nel caso lo avessero desiderato. Mesi dopo il Leviatano consumò una porzione di Nessus che conteneva una potente Mente Vex: Argos, nucleo planetario, l'entità responsabile della conversione di Nessus, che causò l'intasamento e il malfunzionamento del Divora-mondi. L'imperatore Calus invocò l'aiuto dei Guardiani per distruggere l'intrusione dei Vex, riuscendo ad annientare Argos e a riparare il Leviatano. Tuttavia, quando distrussero la Mente Axis, la barriera che proteggeva il Vex fu rimossa, minacciando così i Guardiani di essere consumati dal Leviatano. Calus salvò appena in tempo i Guardiani, ricompensandoli e congratulandosi con loro per i loro sforzi. Successivamente chiese aiuto ai Guardiani quando Val Ca'uor attaccò il Leviatano con la sua flotta. Dopo gli eventi di I Rinnegati, Calus cercò di comprarsi il sostegno dei Guardiani, tentandoli con ricompense e ricchezze ottenute dalle sfide nel Serraglio del Leviatano. Anche se non ottenne la fedeltà dei Portatori di Luce, riuscì comunque a convincerli ad abbattere il Bagnante cerimoniale Ghalran, recuperando la Corona del Tormento che avrebbe dovuto soggiogarlo per Savathûn. Quando la figlia ed imperatrice Caiatl arrivò nel Sistema Sol, Calus si nascose e iniziò a far rapire gli Infami dalla Riva Contorta per portarli sulla nave Glicone Volatus per sperimentare con la Corona del Tormento, distorcendone e fondendone le menti per poter entrare in contatto con la Voce dell'Oscurità. Durante gli eventi di La Regina dei Sussurri, Calus fece occupare dai dei disertori della Legione Imperiale la vecchia base Rubicone su Marte per eseguire un programma di propaganda psionica, tentando di ottenere il sostegno delle truppe di Caiatl. Il piano venne ostacolato dai Guardiani, che attaccarono a più riprese la base e bloccarono il programma. Calus, quindi, riportò il Leviatano (alterato dalle piante psichiche dell'eggregora) a Sol, piazzandosi nell'orbita della Luna per cercare di stabilire una connessione con la Piramide tramite gli Incubi da essa generati. Nonostante il suo piane venne ostacolato dai Guardiani e la figlia Caiatl, Calus riuscì ad entrare in contatto col Testimone, divenendone un Discepolo e minacciando l'Avanguardia che il loro arrivo era imminente. Dopo la distruzione della Mente Bellica e l'arrivo della Flotta Nera all'orbita della Terra, Calus venne incaricato dal Testimone di andare su Nettuno a recuperare il Velo per creare il collegamento col Viaggiatore. Calus e la sua Legione Ombra, dunque, invasero Neomuna scontrandosi con i Solcanuvole a difesa della città, i Vex in loco presenti e il sopraggiunto Guardiano. A seguito di diverse operazioni fallite, in primis la perdita dell'Albero Radiale, Calus venne minacciato dal Testimone di completare il suo incarico. Decise dunque di tentare un ultimo assalto al Contenimento del Velo, dove si tenne lo scontro finale col Guardiano che eliminò definitivamente l'ex imperatore.

## Corrotti
Syrok, Parola di Oryx
Syrok è un Cavaliere corrotto che ha guidato l'invasione dei Corrotti su Phobos, nonché il primo di essi ad essere incontrato.
Ta'aun, Mano di Oryx
Primus Ta'aun era il Colosso comandante dei Bruciatori del Cielo, fratello di Valus Tlu'urn e Valus Mau'ual e conosciuto come il più possente Cabal del sistema. Quando Oryx invase Phobos, Ta'aun ordinò l'immediata ritirata. Vista anche la continua inefficienza sui guardiani, Ta'aun suggerì che la tecnologia a bordo dell'Astrocorazzata poteva essere usata dai Cabal per annullare la rigenerazione dei guardiani tramite gli Spettri. Questa relazione venne trasmessa dalla catena di comando all'imperatore stesso, che ordinò a Ta'aun di salire personalmente e catturare l'Astrocorazzata con ogni mezzo necessario; i fratelli Tlu'urn e Mau'ual si offrirono di seguirlo, ma Ta'aun glielo negò per paura di perderli. Dopo che l'armata Insonne fu distrutta, Ta'aun speronò l'Astrocorazzata con la sua nave da guerra, la Dantalion Exodus VI. Si diresse verso il Mausoleo dove c'era lo Scisma, il portale che lo avrebbe condotto da Oryx, ma il Re dei Corrotti lo anticipò, usando i suoi poteri per corromperlo: nonostante la sua reputazione, Ta'aun era un leader che aveva a cuore l'incolumità dei suoi uomini e un profondo senso del dovere, e per questo avrebbe voluto eseguire gli ordini da solo. Oryx usò questa sua paura allontanandolo da tutte le cose a cui teneva e facendolo diventare una delle sue due guardie insieme a Baxx.
Baxx, Mano di Oryx
Precedentemente conosciuto come il Custode di Tombe, Baxx era un Orco posto a guardia del luogo in cui i Guardiani esiliarono Crota. Baxx cercò loro di impedire di prendere un frammento del cristallo che conteneva l'anima di Crota. Quando era prossimo al fallimento, Oryx lo corruppe, dando pace al suo animo furente e rendendolo ancora più forte, facendolo diventare una delle sue due guardie insieme a Ta'aun.
Bracus Horu'usk
Bracus Horu'usk è un Centurione corrotto che appare nella Corte di Oryx. Oryx ne aveva intravisto la forza (paragonabile a quella di un Cavaliere) e le sue capacità da leader, così decise di corromperlo donandogli un altro potere: uno scudo che lo avrebbe protetto se fosse stato insieme ai suoi soldati.
Cra'adug e Mengoor
Cra'adug e Mengoor sono due Cavalieri, rispettivamente maschio e femmina, che appaiono nella Corte di Oryx. Un tempo Cra'adug e Mengoor superarono qualunque sfida restando insieme, quando nella battaglia dove distrussero l'albero consacrato non diedero nessun tributo a Oryx, ed egli, come punizione, corruppe Mengoor, rendendola più forte e in tal modo esortando Cra'adug a ricevere lo stesso dono; poi, diede a entrambi degli scudi che si sarebbero dissolti solo quando sarebbero stati vicini.
Kalgoor
Kalgoor è una Maliarda corrota che appare nella Corte di Oryx, nota per essere in grado di controllare gli Orchi come suoi soldati. Oryx la elevò nella sua Corte corrompendola e nascondendo la sua morte in un nuovo tipo di Orco, l’Orco servitore: ciò le conferisce uno scudo che può essere disattivato solo distruggendo l'Orco servitore che l'accompagna.
Morphon, Mente impura
Morphon è un'Idra corrotta incaricata da Oryx di corrompere il potere della Volta di Vetro in modo da corrompere l'intera rete Vex.
Bracus
Un Centurione corrotto dal nome sconosciuto presente nella versione eroica della missione "Il Codice Prometeo", situato in un seminterrato verso la fine della missione.
Vro'ourn, Pugno di Oryx
Vro'ourn è un potente Centurione corrotto che ha guidato l'assalto sulla Dantalion Exodus VI quando i Guardiani cercavano di arrestare le comunicazioni dei Cabal. Il suo fucile slug ad Arco spara molto più velocemente del normale e la sua armatura gli permette di coprire grandi distanze.
Bracus Sho'ogurn
Bracus Sho'ogurn è un Centurione corrotto che conduce un assalto al Giardino Nero per usarlo per proteggere il potere di Oryx.
Mente sediziosa
La Mente sediziosa è un'Idra corrotta rinchiusa nella Prigione degli Anziani, molto probabilmente tra le prime Menti Axis corrotte da Oryx per cercare di condizionare gli altri Vex. Non possiede lo scudo semicircolare tipico delle Idra Vex ma è in grado di evocare grandi quantità di Corrotti e di esplodere se un Guardiano gli si avvicina troppo. Nella Sfida degli Anziani è in grado di evocare su un guardiano una bomba che danneggerà gli altri guardiani circostanti per poi esplodere.
Noru'usk, Servo di Oryx
Noru'usk è un gigantesco Centurione corrotto rinchiuso nella Prigione degli Anziani. Crede di essere il successore di Oryx, e anche meglio di lui in quanto crede che sia stato sconfitto per essersi fatto guidare dalla vendetta. Grazie alle sue dimensioni è in grado di coprire grandi distanze e di attaccare a distanza ravvicinata con una potente onda d'urto.
Keksis, il Tradito
Keksis è un Capitano corrotto rinchiuso nella Prigione degli Anziani. Sembra essere l'unico corrotto che abbia ancora qualche reminiscenza della Luce che aveva, andando a scontrarsi con la sua nuova natura. Nella Sfida degli Anziani è in grado di evocare degli esplosivi che possono sopprimere temporaneamente le abilità dei Guardiani.
Sylok, il Profanato
Sylok è un Cavaliere corrotto rinchiuso nella Prigione degli Anziani. È grazie agli esperimenti compiuti su di lui che gli Insonni sono riusciti a comprendere i pensieri dei Corrotti: esseri totalmente fedeli a Oryx e con il dolore come unica fonte di soddisfazione. Nella Sfida degli Anziani i suoi colpi Solari sono più numerosi, con un'area d'effetto maggiore e durano più a lungo.
Nixis, Fame di Oryx
Nixis è un Arconte corrotto presente nell'assalto "Corso d'Inverno" nella Guerra dei Corroti introdotta con l'aggiornamento di aprile. Evaso dalla Prigione degli Anziani grazie al Casato dell'Inverno per diventarne la nuova guida, Nixis venne trovato dai Corrotti e trasformato in uno di essi nella sua stessa capsula criogenica. Oltre a combattere come un Arconte, Nixis è in grado di lanciare il globo oscuro tipico dei Capitani corrotti.
Malok, Orgoglio di Oryx
Originariamente un anonimo Schiavo sotto Savathûn, sorella di Oryx, Malok fu creato per rivoltarsi contro lo stesso Re dei Corrotti durante il suo decimo tributo. Il suo stratagemma fallì, ma decise di prendere il tributo di Oryx per sé stesso, crescendo in forza fino a diventare un cavaliere e, infine, un principe dell'Alveare. Il furto di Malok giunse a Oryx, che lo trasformò in un Corrotto per beffarsi di sua sorella, dandogli il nome (che significa "Mio veleno" nella lingua dell'Alveare) come scherno della sua fallita macchinazione, condannando Malok a servirlo per l'eternità. Dopo la sconfitta di Oryx sull'Astrocorazzata, Malok decide di prendere il posto del suo padrone come Re dei Corrotti, ma viene fermato dai Guardiani, che su richiesta di Variks devono catturarlo vivo per portarlo alla Prigione degli Anziani. Malok si ritira sulla Luna, dove comincia a creare un esercito di Corrotti per lanciare un attacco su vasta scala sulla Città, ma alla fine i Guardiani, stavolta inviati da Eris, riescono a distruggerlo prima che ciò accada.
Sekrion, Mente sovvertiva
È la versione corrotta di Sekrion, la Mente del Nexus nell'evento L'Aurora: come tutte le Idra corrotte, Sekrion non ha lo scudo semicircolare, tuttavia, ad un certo punto, ne evocherà uno che lo proteggerà completamente e che potrà essere distrutto con le Egide.
Irausk, Araldo di Savathûn
Irausk è un Centurione corrotto che viene evocato dalle Maliarde corrotte Wyr, Norr e Erruk nel tentativo di sottrarre l'energia residua del Viaggiatore da Io.
Upsilon modulare
Upsilon modulare è un gigantesco Minotauro corrotto che appare davanti al Guardiano quando tenta di scoprire informazioni sull'Onnipotente. È accompagnato dai Sigma modulare, dei Goblin corrotti che lo proteggono grazie ai loro scudi.
Iraz, Occhio di Savathûn
Iraz è una Maliarda corrotta apparsa quando il portale che avrebbe permesso alla sua signora di arrivare nel Sistema Solare venne chiuso dai Guardiani.
Drensik, Haraal e Gu'urc, Veleno di Oryx
Drensik, Haraal e Gu'urc sono rispettivamente un Capitano corrotto, una Maliarda corrotta e un Centurione corrotto che affrontano i Guardiani quando riprendono le sottoclassi Spezzasoli, Predatore della notte ed Evocatempeste.
Grask, il Consumato
Grask è una Falange corrotta della Legione Rossa che guida le forze dei Corrotti nell'acquedotto della Zona Morta Europea, contaminando l'acqua con le macchie corrotte.
Voce di Riven
La Voce di Riven è una manifestazione dell'Ahamkara Riven con le sembianze di una gigantesca Chimera. Prima Chimera corrotta incontrata dai Guardiani, ingaggiò uno scontro con la Zanna di Lupo dopo aver inghiottito Uldren Sov alla Torre di Guardia. 
Mukor e Ugrok, Custodi dell'anima
Mukor e Ugrok sono due Orchi corrotti posti di guardia all'Osservatorio della Città Sognante.
Morgeth, il Custode del pinnacolo
Morgeth è un enorme e potente Orco corrotto che funge da esecutore della corruzione di Riven nella Città Sognante e posto a guardia della torre principale della città.
Riven dalle Mille Voci
Riven fu una degli ultimi Ahamkara (i draghi dei desideri) ancora in vita dopo la Grande Caccia ed era ancora giovane durante la sua permanenza nell'Atollo. Quando incontrò Uldren Sov, che era in missione per trovare un potere che consentisse a sua sorella Mara Sov di costruire un'imprevedibile città Insonne, Riven fu attratta dalle sue ambizioni insoddisfatte, permettendogli di presentarle la Regina. L'Ahamkara prese il nome di Riven, in onore del suo ospite. Nel corso degli anni crebbe e accompagnò Mara Sov nelle sue imprese, diventando uno dei suoi membri più significativi. Durante la Guerra dei Corrotti, Oryx entrò nella Città Sognante e corruppe il drago, che diventò così malvagio e avrà un ruolo centrale nella corruzione di Uldren. Sarà il vero antagonista principale nell'arco narrativo dei Rinnegati e tornerà come alleato, sotto forma di spirito, nella Stagione dei Desideri.
Vorgeth, la Fame Infinita
Orco corrotto presente nel Trono Infranto, protetto da maliarde corrotte chiamate Custodi di Petizione. Per renderlo vulnerabile ai danni bisogna uccidere le quattro maliarde e depositare l'energia da loro trasportata nei canali della sala. Fatto ciò, Vorgeth smette di sparare il tipico raggio oculare e inizia a rilasciare frecce assioniche usate dai centurioni corrotti.

## Diavoli tecnosimbionti
Sepiks Perfezionato
I Diavoli tecnosimbionti, grazie al potere della SIVA, hanno riportato in vita Sepiks potenziandolo ulteriormente e cercando così di convincere il Casato dei Diavoli delle potenzialità della SIVA. Cercherà di distruggere il Picco di Felwinter ma fallirà, per poi finire sconfitto ancora una volta nella Tana dei Diavoli. È in grado di proteggersi con scudi a energia Solare, Arco e Vuoto, vulnerabili rispettivamente con i Cannoni roventi, Cannoni folgoranti e Cannoni tenebranti.
Kovik, Prelato tecnosimbionte
Kovik è il Sommo Prelato dei Diavoli tecnosimbionti che ha invaso un nido dell'Alveare nelle Terre Infette per eseguire degli esperimenti e potenziare le armi dei tecnosimbionti. Lui stesso è armato con l'Occhio nefasto, un Cannone tenebrante potenziato con l'occhio di un Orco.
Dresiks, Barone tecnosimbionte
Dresiks è il custode della griglia laser che protegge il percorso verso la Tana dei Diavoli.
Kaviss, Capitano tecnosimbionte
Kaviss è un Capitano tecnosimbionte decisamente più forte del normale. La battaglia contro di lui porterà a un inseguimento attraverso la parte della muraglia dove il guardiano è stato ritrovato dallo Spettro, dove alla fine farà cadere il Khvostov 7G-0X.
Vosik, l'Arciprelato
Vosik è il generale dei Diavoli tecnosimbionti e secondo in comando di Aksis. Il suo obbiettivo è quello di raggiungere la divinità proprio come ha fatto il suo signore.
Meksis, Ingegnere d'assedio
Meksis è un Capitano tecnosimbionte al comando della Macchina d'assedio che ha provocato il buco della muraglia.
Aksis, Arconte Primo
Un tempo un Prelato Arconte caduto in disgrazia del Casato dei Diavoli, Aksis ritornò dopo la recente perdita di Riksis e Sepiks Primo. Con poca opposizione e con lo stato disperato dei Diavoli, Aksis iniziò una campagna per riportare il Casato dei Diavoli al potere, ordinando di trovare e saccheggiare ogni laboratorio di ricerca dell'Età dell'Oro. Alla fine scoprirono nelle Terre Infette la SIVA, una pericolosa nanotecnologia in grado di trasformare la materia. Aksis fu tra coloro che credevano di aver trovato il modo per diventare le macchine che adoravano, piuttosto che un altro dio da adorare. Aksis stesso si immerse nell'apoteosi della SIVA e ne emerse dichiarandosi Arconte Primo, divenendo più una macchina che un Caduto. Ora che si è disfatto degli dei e dell'etere, attende nel suo Complesso della Perfezione le offerte di SIVA da parte dei Caduti. Sarà possibile affrontarlo nell'incursione "Furia Meccanica".
Taniks Perfezionato
I Diavoli tecnosimbionti hanno riportato in vita Taniks rendendolo molto più potente di prima grazie alla SIVA e consolidando un'alleanza con il suo equipaggio per poter espandere di nuovo l'influenza della SIVA. Grazie ai suoi nuovi miglioramenti, il cannone di Taniks cambia elemento nel corso della battaglia, e nello scontro finale è in grado di evocare dei Nodi SIVA che lo rendono invulnerabile.

## Infami
Fikrul, il Fanatico
Fikrul è il capo dei Baroni e Arconte degli Infami. Un tempo fu un Prelato Arconte ben considerato di Kaliks Primo, ma fu respinto e scacciato dopo aver parlato contro la Grande Macchina. In seguito si unì agli altri Baroni emarginati e si misero alla guida degli Infami, adducendo che gli Eliksni debbano essere spazzati via in modo che possano diventare più forti: Fikrul, infatti, crede che gli Infami siano la naturale evoluzione degli Eliksni e che attraverso la sua guida la loro razza potrà trovare l'immortalità. A seguito della cattura degli altri sette Baroni fu l'unico membro a sfuggire alla cattura. In seguito verrà trovato dal Principe Uldren Sov e insieme creeranno il piano per liberare i Baroni dalla Prigione degli Anziani. A seguito della sua sconfitta alla Torre di Guardia, si viene a sapere che grazie alla sua abilità di risurrezione con l'Etere corrotto è tornato in vita, e benché dei guardiani lo abbiano ucciso nuovamente Fikrul non può, apparentemente, essere mai veramente ucciso, giurando ai guardiani che continuerà a tornare per completare la sua vendetta. A seguito dei continui assalti dell'Avanguardia alla Tana Cava, Fikrul fuggì infine dalla Riva Contorta e di lui si persero le tracce.
Elykris, la Macchinista
Elykris è una Baronessa degli Infami e seconda in comando dei Baroni, esperta nella fabbricazione di munizioni e armi. Divenne famosa per le sue incursioni su navi e insediamenti vicino a Marte, così come per il suo ruolo nell'Assedio di Arran e nelle rapine dopo la Discesa di Solis. Dopo essere stata catturata insieme alla maggior parte dei suoi alleati, fu imprigionata nella Prigione degli Anziani. Tuttavia, un anno dopo gli eventi della Guerra Rossa fu liberata da Uldren Sov, e svolse un ruolo nell'assassinio di Cayde-6. Oltre a essere armata con un potente cannone, Elykris possiede un dispositivo montato sulla schiena con il quale può lanciare dei missili, e quando la sua salute raggiunge una certa soglia si abbassa per terra circondandosi di energia del Vuoto per annullare tutti i danni e lancia rapidamente degli attacchi orbitali solari dal suo dispositivo di munizioni prima di teletrasportarsi in un altro luogo.
Hiraks, il Plagiamente
Hiraks è un Barone degli Infami nonché un Eliksni Ascendente. Quando era un Reietto Hiraks cadde nella Bocca dell'Inferno sulla Luna. Ne riemerse ossessionato dall'Alveare e parlando in modo incomprensibile (forse avendo adottato il linguaggio dell'Alveare) e cominciò a studiarli. Anni dopo, Hiraks trovò il modo di formare il proprio Tronomondo all'interno del Regno Ascendente e guadagnò la sua reputazione grazie alla capacità di entrare nelle menti dei suoi nemici e di controllare le forze dell'Alveare. Grazie ai suoi poteri Hiraks intrappolò e trasformò i Corvi del Principe Uldren, usandoli per aiutare a progettare la sfiducia tra l'Atollo e la Terra. Fu anche responsabile per gli esperimenti sull'asteroide 128 Nemesis, in cui le sue azioni hanno fatto sì che l'asteroide si spostasse tra la nostra dimensione e il Regno Ascendente. Un anno dopo gli eventi della Guerra Rossa, Uldren Sov lo liberò insieme agli altri sei Baroni. Dopo l'omicidio di Cayde-6 per mano di Uldren, Hiraks usò quell'evento per completare il suo Tronomondo usando la dottrina dell'Alveare secondo cui si creano con la morte di esseri potenti come i Guardiani. Ha la capacità di convocare i membri dell'Alveare, brandisce il Cannone di un Cavaliere in battaglia e può evocare dei totem del Vuoto con cui può rendere immune sé stesso e i suoi alleati.
Araskes, l'Illusionista
Araskes è una Baronessa degli Infami. Poco si sa su di lei oltre alle leggende che ha contribuito a crearsi. Come portavoce e inviata degli Infami è spesso la prima a colpire. Utilizzando la tecnologia di occultamento e lasciando varie trappole per i nemici ignari, Araskes ha poca abilità nella battaglia in campo aperto al di là della sua capacità di evitarlo. Fu catturata insieme agli altri Baroni e imprigionata nella Prigione degli Anziani. Un anno dopo gli eventi della Guerra Rossa fu liberata da Uldren Sov e fu testimone dell'omicidio di Cayde-6. In seguito si trasferisce nella Miniera di Diaviks nella Riva Contorta.
Reksis Vahn, il Boia
Reksis Vahn è un Barone degli Infami. Abbandonato alla nascita, Vahn prova un odio viscerale verso i Servitori e il loro ruolo nella cultura dei Caduti. Prima della sua cattura insieme ai suoi compagni, Vahn fu responsabile dello sterminio degli ultimi Servitori del Casato dei Lupi, cosa che condannò il casato quasi all'estinzione. Imprigionato nelle profondità della Prigione degli Anziani, Reksis Vahn fu liberato da Uldren Sov e fu lui a mettere al tappeto Cayde dopo che rimase sfinito contro gli Infami e senza Spettro. La sua arma è un grosso mazzafrusto ricavato dal nucleo di un Servitore, con il quale si lancia in modo aggressivo contro il nemico provocando anche fasci di fuoco.
Kaniks, il Bombarolo Matto
Kaniks è un Barone degli Infami. Responsabile di un vasto campo minato in tutto l'Atollo che è costato la vita a molti Insonni, Kaniks è un pazzo che vive solo per inseguire l'adrenalina di un'altra ennesima esplosione di fuoco. Fu catturato insieme ai suoi compagni e rinchiuso nelle profondità della Prigione degli Anziani. Un anno dopo gli eventi della Guerra Rossa, Kaniks fu liberato da Uldren Sov. L'arma principale di Kaniks sono le sue granate che tiene allacciate a sé, permettendogli di bombardare continuamente la posizione nemica. Si muove anche rapidamente e si teletrasporta in posizioni casuali, rendendosi un bersaglio irregolare. Occasionalmente, scomparirà dall'area e attiverà una mina che ucciderà immediatamente tutti i Guardiani nelle vicinanze se non viene disinnescata.
Pirrha, il Tiratore
Pirrha è un Barone degli Infami specializzato in combattimenti a lungo raggio. Responsabile della morte dei paladini Insonni Tellos Cir, Loris Pol e Hollis Eso durante la Caduta di Pallas, Pirrha è anche noto per aver distrutto molti Spettri. Dopo essere stato imprigionato nella Prigione degli Anziani insieme ai suoi compagni Baroni, viene liberato da Uldren Sov e successivamente è stato presente all'omicidio di Cayde-6, del quale si è reso anche partecipe distruggendo il suo Spettro. La balestra di Pirrha è molto più potente rispetto a quelle in dotazione ai Razziatori, ed è in grado di proiettare delle esche che creano delle sue immagini olografiche, le quali possono colpire anche loro ma possono essere distrutte con un solo colpo.
Yaviks, La Centaura
Yaviks è una Baronessa degli Infami che guida una banda personale di Barracuda. Il suo obbiettivo è quello di sostituire la gerarchia dei Caduti con l'anarchia in tutto l'Atollo. È responsabile della distruzione di otto avamposti Insonni, sei templi delle Tecnidi e centinaia di vite degli Insonni. Fu catturata da Cayde durante una gara contro di lei, finendo rinchiusa nelle profondità della Prigione degli Anziani, ma giurando vendetta contro di lui (portando lo Spettro a pensare che dei Baroni presenti, quando Uldren uccise Cayde, lei fu la più entusiasta). Cavalca un Barracuda pesante modificato da lei stessa, con torrette che infliggono danni da Vuoto e i colpi viaggiano in una traiettoria leggermente più tortuosa al fine di tracciare meglio i loro bersagli; inoltre è dotato di lanciatori che periodicamente sparano una raffica di razzi. Inoltre emette una scia fiammeggiante che brucia tutto al suo passaggio, e una barriera di energia appare sulla parte anteriore del veicolo sia per proteggerla dai danni sia per colpire veicoli nemici.
Locus di Comunione
Potente Infame simile a Reksis Vahn, risultato degli esperimenti di Calus facendo esporre gli Infami rapiti dalla Riva Contorta alla Corona del Tormento, facendo fondere le loro menti in una unica. Viene affrontato dai Guardiani sulla Glicone Volatus, in cui si rifugia nell'area motori incandescente per proteggersi. Per poterlo danneggiare bisogna spegnere la caldaia della nave per poter scendere nell'area sottostante.
Brutiks, Flagello di Luce
Potente Infame simile per stile di lotta al Boia, viene incontrato nel Tronomondo di Savathûn mentre il Guardiano cerca l'involucro di Sagira. Può proteggersi con dei cristalli a vuoto che lo rendono immune ai danni.
Il Sorvegliante
Enorme Abominio Infame, primo boss presente nel Raid Promessa del Discepolo, risultato della fusione riuscita tra un Infame ed una larva dell'Alveare. Viene trovato dai Guardiani nella Piramide Sommersa, dove conduce un rituale con l'energia risonante. Nello suo scontro cerca di raggiungere i totem risonanti per eliminare i suoi nemici, assistito da Infami e Corrotti e potendo rilasciare missili traccianti in aria.
Praksis, il Profanato
Barone di Eramis, rianimato come Infame per poter violare la rete di Warsat alla Stazione del Serafino. Lotta in maniera simile a quando era un eliksni vivo, lanciando granate da stasi e proteggendosi quando viene danneggiato con dei droni volanti. Essendo però questi occultati, è necessario usare il potenziamento Soppressore per localizzarli.
Rathil, Primo Cavaliere Spezzato di Fikrul
Primo di cinque Capi maggiori Infami e primo boss del Dungeon Rovina della Signora della Guerra, mandato da Fikrul per reclutare gli Infami che si radunavano sulle montagne della ZME attratti dai resti dell'Ahamkara Hefnd. Può teletrasportare i Guardiani in gabbie dotate di mortali trappole con spuntoni, da cui è possibile liberarsi distruggendo tutte e tre le torrette corrotte che compaiono accanto.

## Il cumulo di tesori di Xur

### Il Cavallo Stellare
Questo misterioso equino è lo spettatore dello show diretto da Xur, se i Guardiani riescono a intrattenerlo, otterranno il suo favore, che conferisce energia delle abilità e rigenerazione delle munizioni pesanti. Vende ai Guardiani, in cambio di strane monete, equipaggiamento delle stagioni passate, scatole misteriose contenenti chiavi per i forzieri, equipaggiamento leggendario ed esotico, armi delle Sfide dell'Eternità e biglietti di altre dimensioni (apparentemente inutili) o taglie che se completate conferiscono scatole misteriose e il favore di Xur.

## La Flotta Nera/Terrori
Il Testimone
Noto anche come la Voce dell'Oscurità, il Testimone è l'antagonista principale della storia. È un'entità umanoide molto alta e ammantata in una nera veste metallica che emana energia risonante dell'Oscurità, solo la sua testa dalla pelle bianco pallido è scoperta, la quale emana un vapore continuo che prende forma di volti umanoidi che si dissolvono nell'aria. Originariamente il Testimone era una intera specie aliena vissuta eoni fà, la quale scoprì il Viaggiatore sulla superficie del loro pianeta. Questi li benedì con la Luce, facendoli evolvere e rendendo il loro mondo e la loro esistenza un paradiso. Nonostante ciò, molti di loro iniziarono a bramare uno scopo più grande, un qualcosa che potesse definire l'esistenza stessa. Scoprirono l'esistenza del Velo come contrapposizione al Viaggiatore, studiando l'Oscurità dal primo e la Luce dal secondo, sviluppando dubbi ed incertezze su quest'ultima perché da loro reputata come fonte di un caos incontrollabile, una esistenza di dolore continuo dettato da entropia incostante e perpetua. Videro nel potere dell'Oscurità la possibilità di riplasmare l'universo in uno stato definito, immutabile e perfetto, concettualizzando la Forma Ultima. Cercarono di rafforzare il collegamento tra il Velo ed il Viaggiatore, ma questi fuggì via nello spazio. La specie benedetta, però, ancora ostinata dal voler perseguire la Forma Ultima, decise di fondersi in una entità unica che avrebbe raggruppato tutte le loro menti, consacrandosi in massa in un sacrificio rituale che creò la figura del Testimone, il quale iniziò il suo infinito inseguire il Viaggiatore con la sua Flotta Nera di navi Piramidi. Rappresenterà il nemico più pericoloso ed impegnativo per Zanna di Lupo, che nel combatterlo da solo rimarrà gravemente ferito insieme a Spettro e sarà costretto a chiedere l’aiuto di ben 11 guardiani per sconfiggerlo. Il Testimone nutre per lui un profondo interesse e rispetto, tanto da proporgli di prendere posto al suo fianco una volta attuata la Forma Ultima, ricordandogli che se un giorno decidesse di ribellarsi all’Avanguardia potrebbe spazzarla via senza batter ciglio e invitandolo, senza successo, a seguirlo e ad acquisire ancora più potere. 